# Katalónia
Katalónia (katalánul Catalunya, okcitanul Catalonha, spanyolul Cataluña) Spanyolország egyik autonóm közössége az ország északkeleti részén. Északon Andorra és Franciaország, délen Valencia, keleten a Földközi-tenger, nyugaton Aragónia határolja.
A Katalán Köztársaságot (katalánul: República Catalana) a katalán parlament kiáltotta ki egyoldalúan függetlenségi nyilatkozattal 2017. október 27-én. A függetlenséget egy alkotmányügyi válság közepette kiáltották ki, amit a 2017-es katalán függetlenségi népszavazás okozott. Miután a katalán parlament kikiáltotta Katalónia autonóm közösség elszakadását Spanyolországtól, a spanyol Szenátus érvényesítette az 1978-as spanyol alkotmány 155. cikkét, amely lehetővé teszi, hogy a spanyol kormány közvetlenül irányítsa az autonóm Katalóniát.

## Földrajza

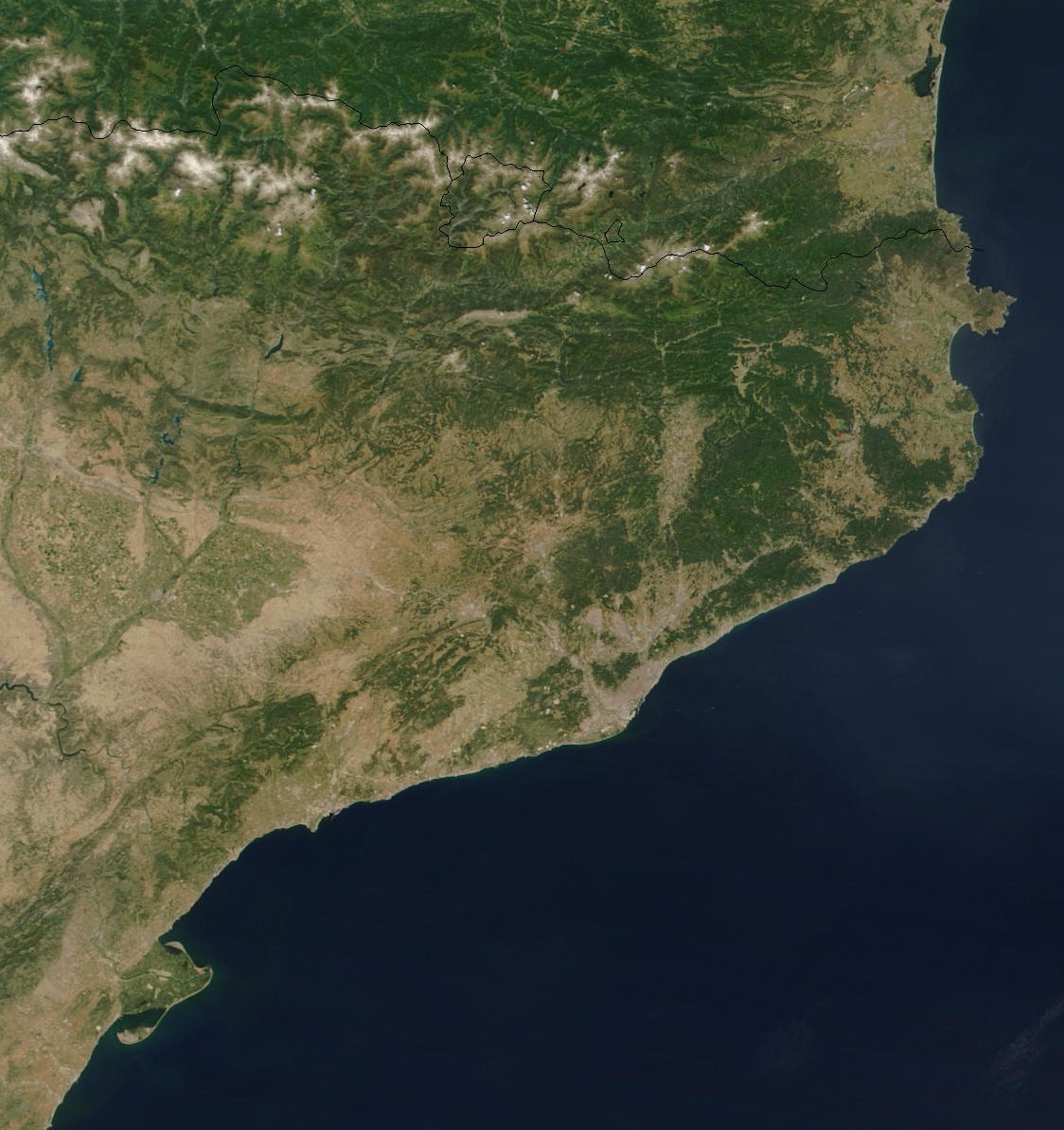
Katalónia a NASA felvételén

### Domborzata
Északon a Pireneusok (kat. Pirineus catalans, sp. Pirineos catalanes) láncai fekszenek a déli irányból hozzá kapcsolódó előpireneusi (kat. Prepirineus, sp. Prepirineos) vidékekkel, míg a tengerparttal párhuzamosan a Katalóniai-hegység (kat. Serralades Costaneres Catalanes, sp. Cordillera Costera Catalana) vonulatai húzódnak: a Parti-hegylánc (kat. Serralada Litoral, sp. Cordillera Litoral), és nyugatabbra a Prelitoriális-hegylánc (kat. Serralada Prelitoral, sp. Cordillera Prelitorial). A Katalóniai-hegység legmagasabb hegye a Montseny (1720 m) és a Montserrat (1235/1236 m).

### Vízrajza
Folyói:
A legnagyobb folyók az Ebro (kat. Ebre), a Llobregat és a Segre. Kisebbek a Tet, a Fluvià, a Ter, a Foix, a Francolí, a Gaià, a Noguera Pallaresa, a Noguera Ribagorçana és a Valira.
Tavai:
Banyolesi-tó, Cavallers, Certascans, Closell, Gola, Llauset, Llebreta, Llong, Mangades, Monges, Montcortes, Mort, Naorte, Negre, Ratera, Romedo, Sant Gerber, Sant Maurici.

### Állat- és növényvilága
Természetvédelmi területei

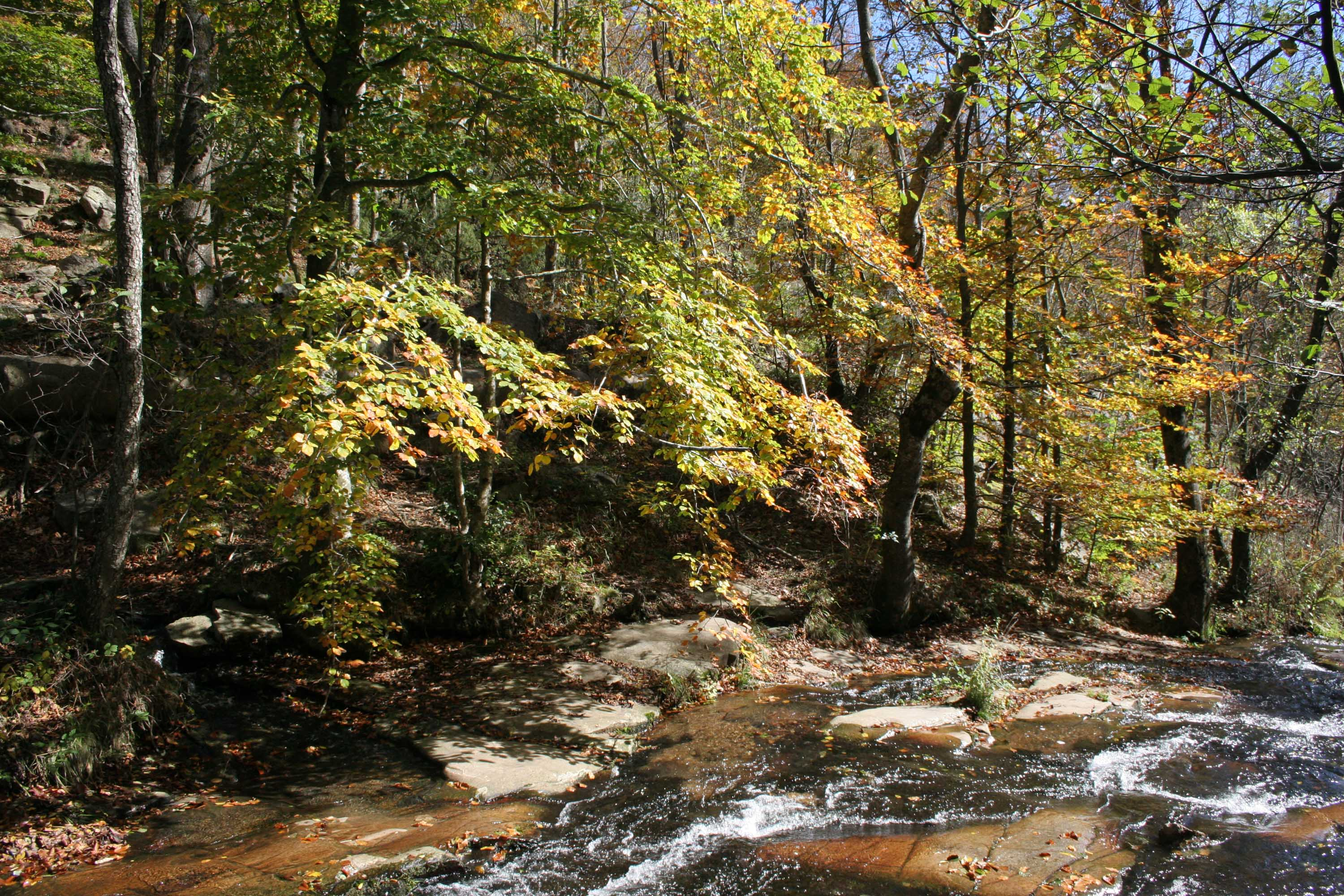
Montseny ősszel

Az autonóm közösségben a Katalán Kormány által létrehozott "Consell de Protecció de la Natura" intézménye felel a természetvédelmi területekért. 2009-ben egyetlen nemzeti park és tizenegy természeti park található a közösség területén.
Védelem alatt álló parkjai: 

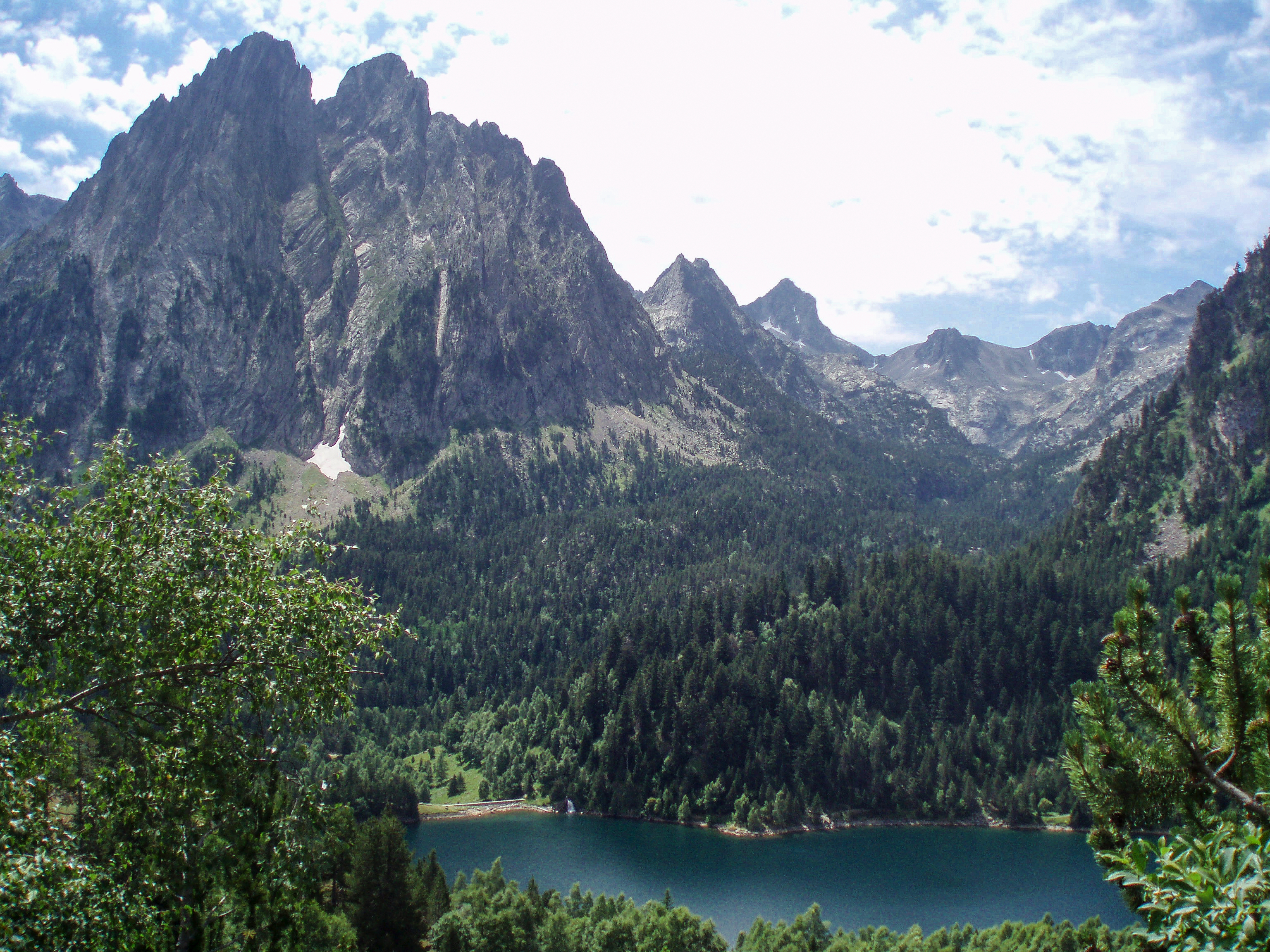
Aigüestortes és Sant Maurici Nemzeti Park

- Aigüestortes és Sant Maurici Nemzeti Park (Parc Nacional d'Aigüestortes i Estany de Sant Maurici)
- Serra de la Marina Természeti Park (Parc de la Serra de la Marina)
- Garraf Természeti Park (Parc Natural del Massif del Garraf)
- Cadí-Moixeró Természeti Park (Parc Natural del Cadí-Moixeró)
- Montserrat Természeti Park (Parc Natural de la Muntanya de Montserrat)
- Montseny Természeti Park (Parc Natural del Montseny)
- Sant Llorenç del Munt és la Serra de l'Obac Természeti Park (Parc Natural de Sant Llorenç del Munt i la Serra de l'Obac)
- Aiguamolls de L'Empordà Természeti Park (Parc Natural Aiguamolls de L'Empordà)
- Ebro-delta Természeti Park (Parc Natural del Delta de l'Ebre)
- Garrotxa Vulkáni Körzet Természeti Park (Parc Natural de la Zona Volcànica de la Garrotxa)
- Llobregat-delta Természetvédelmi Terület (Reserves Naturals del Delta del Llobregat)...

## Történelme

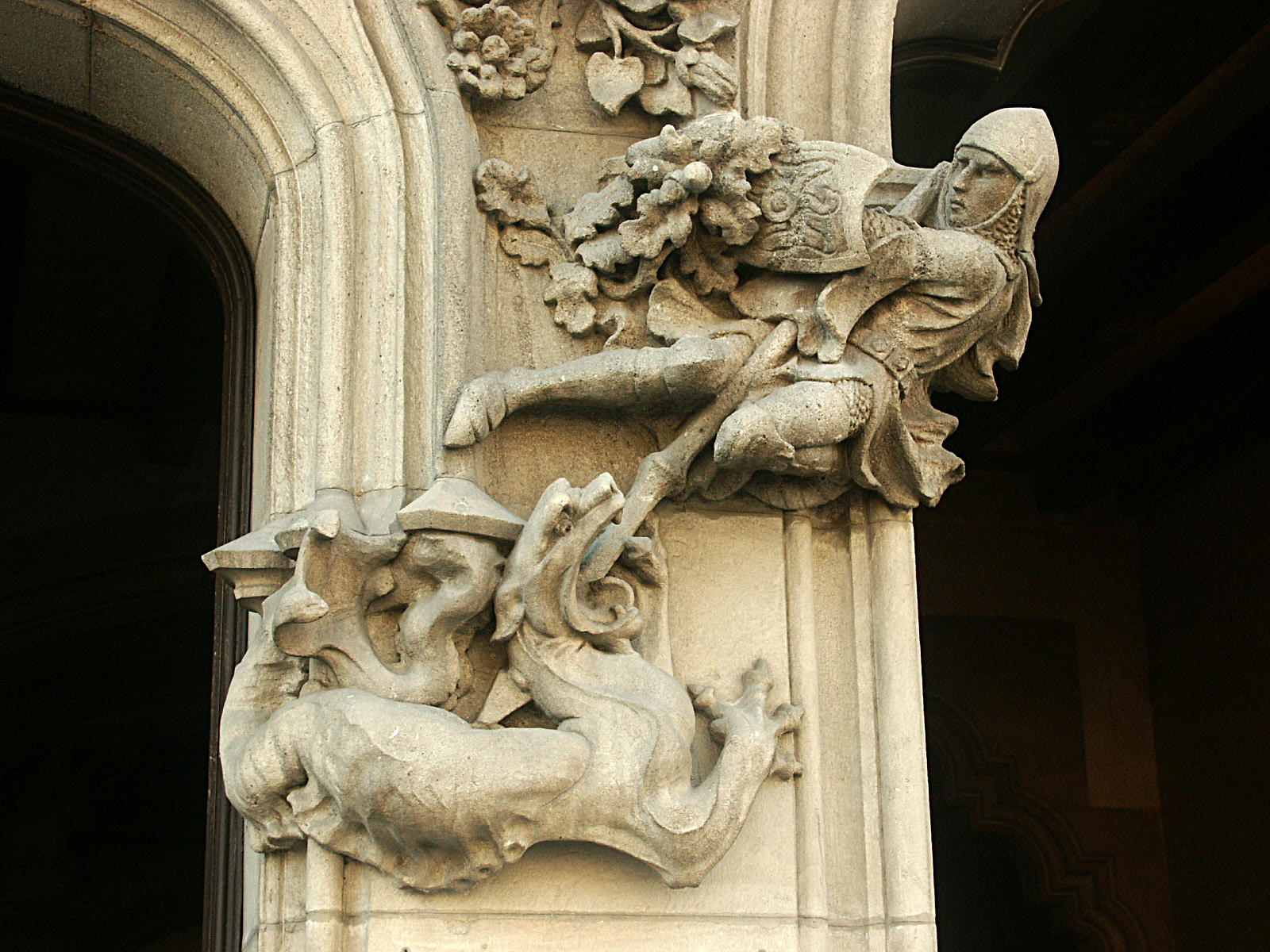
A Casa Amatller épületének faragványa, Szent György és a sárkány története, Barcelona

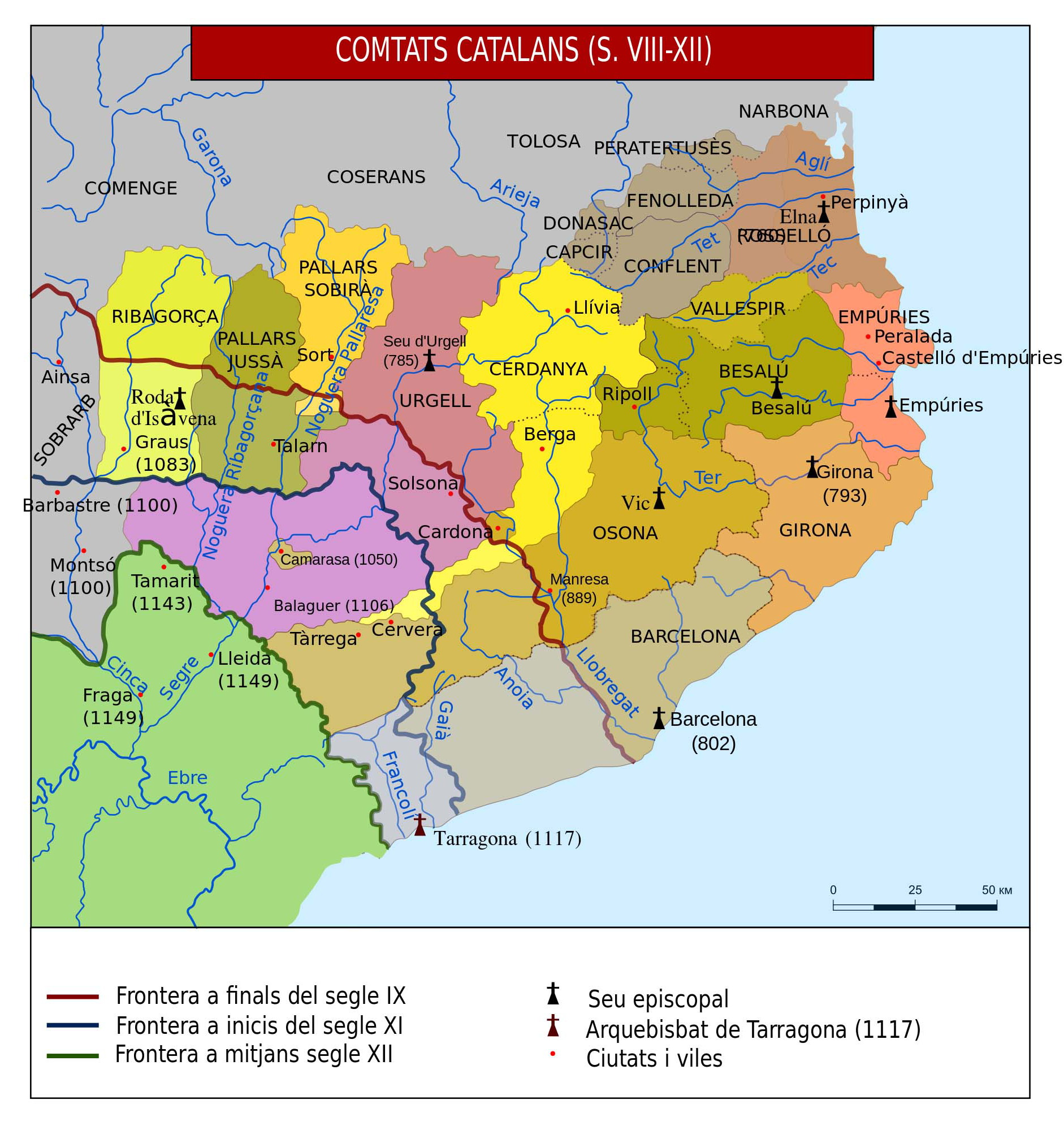
Katalónia grófságai a 8–12. században és a Córdobai Kalifátus összeszorulása

Katalónia grófságai 1131-ben

Aragónia (és a Barcelonai grófság) terjeszkedése a 11–12. században

- A mai Katalónia területén 80 000 éves leletek tanúskodnak az ember megjelenéséről.
- i. e. V. évezred: pásztorkodó és földművelő népek éltek itt (ld. montserrati kerámiák).
- i. e. 6. század: Afrika felől ibérek érkeztek és keveredtek az őslakosokkal.
- i. e. 7. század: görög települések a parton, Roses és Empúries.
- i. e. 3. század: föníciai és pun hódítók jelentek meg területén, Hamilkar Barkasz települést alapított Barcino néven.
- Görög kereskedők hívták be a rómaiakat, Hispania Tarraconensis néven a rómaiak ibériai birtokainak központja, fővárosuk Tárraco (ma Tarragona). Gazdasági és társadalmi fellendülés következett be. Szír, zsidó és arab kereskedők érkeztek.
- 415-ben Ataulf király vezetésével gótok telepedtek le, megalapították Gothalaniát (Katalónia), kilenc püspökség alakult ki.
- 710-718 között Tarif Ibn Malik vezetésével elfoglalták az arabok.
- 801-ben: a nyugati mórok és gótok kiűzése, Katalónia a Frank Birodalom részévé vált.
- 847-ben Szőrös Wilfred gróf szabadította fel a frank uralom alól, megalapítja a Barcelonai Grófságot.
- IV. Ramon Berengár (1113–1162) Barcelona grófja (1131–1162) 1137-ben feleségül vette Petronila aragóniai királynőt (1135–1174). Ezzel Aragónia hercege lett (1137–1162), és Katalóniát egyesítette Aragóniával. Leszármazottaik, a Aragónia-Barcelonai-ház további királyai: II. Alfonz, II. Péter, I. Jakab (felesége Árpád-házi Jolán, II. András magyar király leánya). Aragónia uralkodói a Földközi-tengeren terjeszkedtek, Szicília, Szardínia, Korzika elfoglalása.
- 1412-ben kasztíliai I. Ferdinánd került trónra, és szembeszegült a katalán hagyományokkal.
- 1415-ben I. Ferdinánd aragóniai királyt, miután a (törvényes) római pápával szemben XIII. Benedek avigoni (ellen)pápát támogatta, ezért Zsigmond magyar király személyesen látogatta meg az akkor még Katalóniához tartozó Perpignanban, hogy a nagy nyugati egyházszakadást megszüntesse.
- 1479-ben Katalónia és Aragónia perszonálunióba kerül Kasztíliával megőrizve nyelvét és alkotmányát.
- 1640–1652 között IV. Fülöp katonaság felállítását rendelte el franciaországi háborúihoz és súlyos adókkal sújtotta a népet. Lázadás tört ki, de a király leverte.
- 1652-ben francia kézre került és a protektorátus alatt köztársaság formában működött, majd 1659-ben elvesztette a Pireneusoktól északra eső területeit. Roselló, Conflent, Vallespir, Cerdanya Franciaország része lett.
- 1714-ben V. Fülöp csapatai foglalták el. Betiltották a nyelvet, kitelepítették az egyetemet.
- Katalónia a Napóleon császár elleni függetlenségi háború idején egyesült végérvényesen Spanyolországgal.
- A 19. században létrejött az ipari burzsoázia. A vasútvonalak építése, az építkezések korszaka jött el.
- 1939-ben Francisco Franco csapatai elfoglalták a katalán fővárost.
- 1977 óta újra működhet Barcelonában a Katalán Kormány (Generalitat de Catalunya), melynek első elnöke Josep Tarradellas volt.
- 2014. november 9-én a megjelentek 85%-a (a szavazásra jogosultak közel fele) nemzeti konzultáción a függetlenséget támogatta.
- 2015. január 14-én a CiU és a hangsúlyosan köztársasági ERC megállapodtak, hogy szeptember 27-ére a függetlenség kivívásáért előrehozott választást tartanak.

### A 2017. október 1-ejei népszavazás után
- 2017. október 1-jén népszavazást rendeztek a Spanyolországtól való elszakadásról. Előzetesen mind az alkotmánybíróság, mind a kormányfő több alkalommal is törvénytelennek minősítette a népszavazást. A spanyol rendőrség nyílt erőszakkal próbálta a népszavazást megakadályozni: A szavazóhelyiségek egy részét bezárta, elrabolta az urnák egy részét és több millió szavazólapot. A szavazóhelyiségek felé tartó emberek közül több százat súlyosan megsebesített.[5]
- 2017. október 27-én a katalán parlament 72 igen, 10 nem, 2 tartózkodás mellett kikiáltotta Katalónia függetlenségét. A nem elszakadáspárti ellenzék kivonult a parlamentből, így ők nem adtak le szavazatot.[6][7][8]
- Lázadás, zendülés, hűtlen kezelés és egyéb bűncselekmények vádjával 2017. október 30-án a spanyol állami főügyész büntetőeljárás megindítását kezdeményezte a volt katalán kormány, valamint a katalán parlament elnökségének tagjai ellen.[9]
- 2019 februárjában Madridban a spanyol legfelsőbb bíróságon megkezdődött a per 12 katalán függetlenségi politikus ellen, akiket az ügyészség azzal vádol, hogy 2017. október 1-jén alkotmányellenesen szerveztek függetlenségi népszavazást, majd fogadtak el katalán függetlenségi nyilatkozatot. Az ügyészség 7 és 25 év közötti börtönbüntetést kért különböző olyan bűncselekmények miatt, amelyekkel az ügyészség érvelése szerint veszélybe sodorták Spanyolország alkotmányos rendjét.[10]
- 2019. október 14-én hirdetett a spanyol legfelsőbb bíróság ítéletet a katalán politikusok ügyében: A vádlottak közül kilencre 9 és 13 év között börtönbüntetést szabott ki, három vádlottat egy időre a köztisztség viselésétől tiltott el, illetve pénzbüntetéssel sújtotta őket.[11] Az ítélet elleni tiltakozásul Barcelonában egy erőszakba torkolló tüntetés tört ki, amelyben több mint százan megsebesültek.[12]

## Közigazgatása

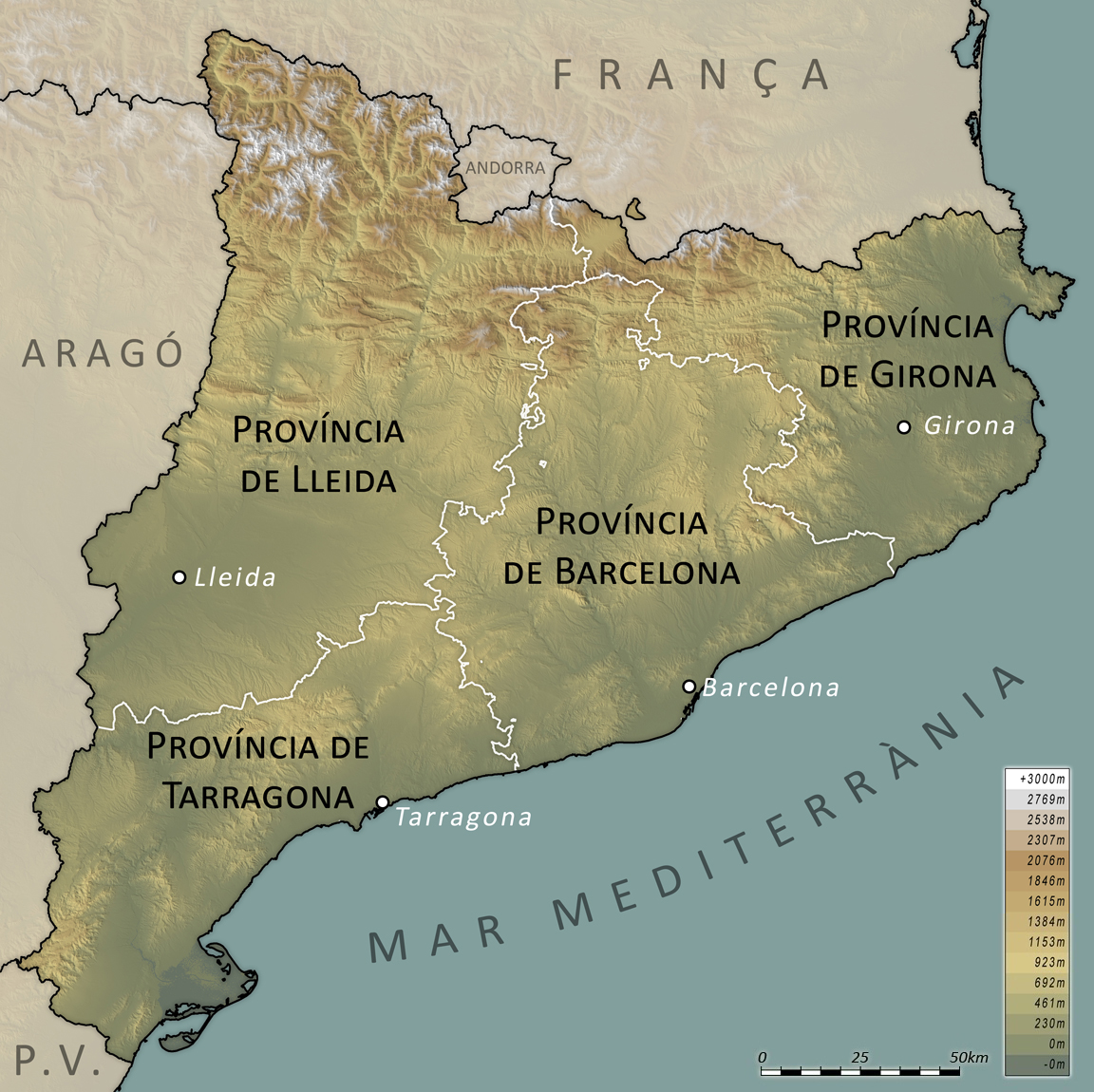
Katalónia tartományai

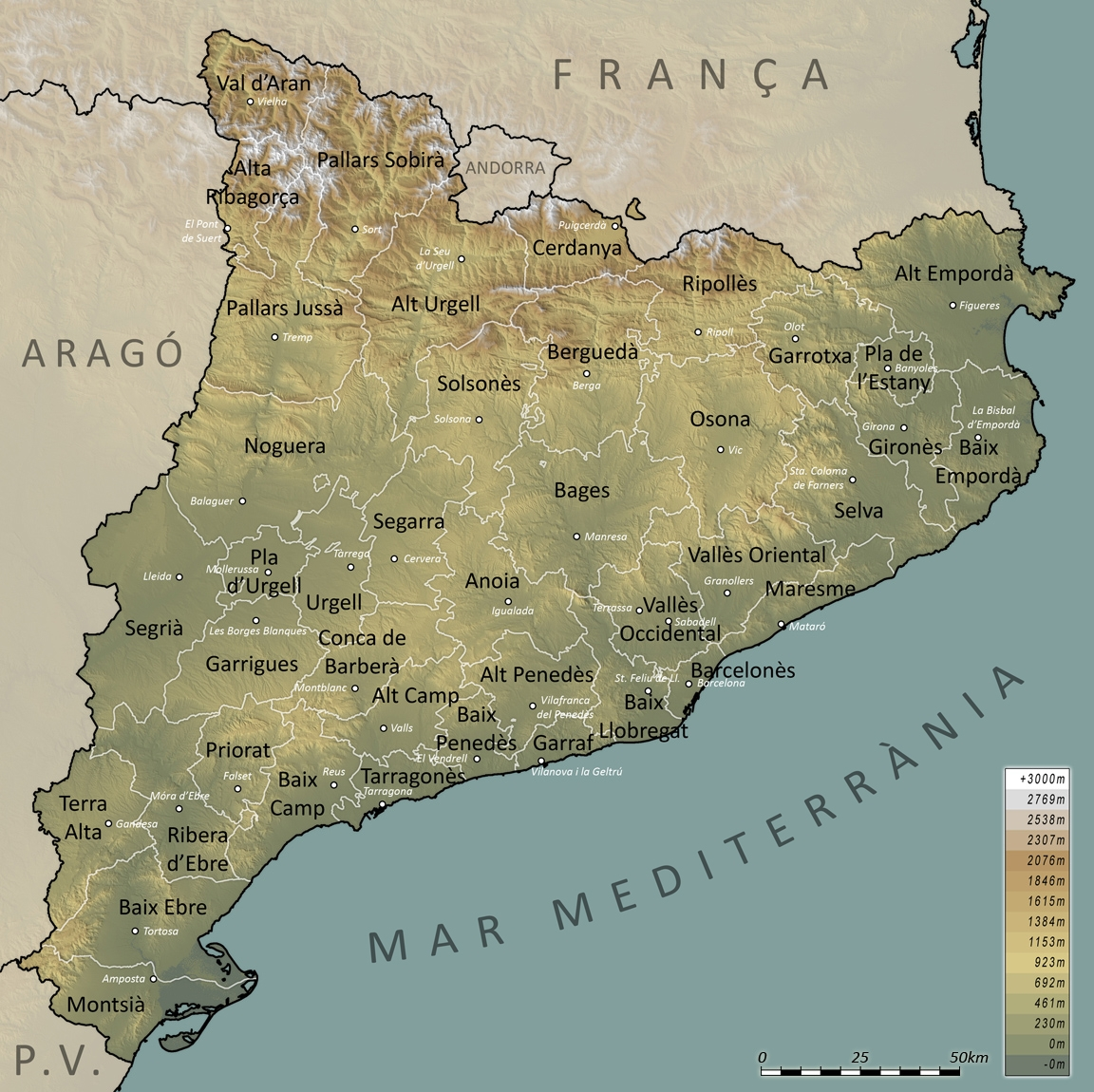
Katalónia járásai (Comarques)

Katalónia (Spanyolország más vidékeihez hasonlóan) tartományokra (províncies / provincias) oszlik, ezek közigazgatási és önkormányzati funkciói azonban napjainkra szinte teljesen megszűntek. A 2006. évi autonómia-statútum alapján Katalóniában a területi beosztás alapját a mintegy 950 község (municipis / municipios) és a nyolc megye (vegueria / regió) képezi. Ezeken kívül községek feletti önkormányzati egységek is léteznek, a 41 járás (comarques / comarcas).

### Tartományok
Katalóniát 4 tartományra (provincias) osztják: 
- Barcelona tartomány – székhelye: Barcelona, területe: 7733 km²
- Tarragona tartomány – székhelye: Tarragona, területe: 6283 km²
- Lleida tartomány (sp.: Lérida) – székhelye: Lleida, területe: 12 028 km²
- Girona tartomány (sp.: Gerona) – székhelye: Girona, területe: 5886 km²

### Megyék
A nyolc megye (kat. vegueries / regions, sp. veguerias / regiones) a 2006. évi autonómia-statútum (Estatut d'Autonomia de Catalunya de 2006) alapján jön létre és tanácsaik átveszik a tartományi tanácsok helyét. Ettől kezdve tehát a megyék képezik a területi önkormányzati egységeket.

### Járások
A községeket az alábbi 41 járásba (kat.: "comarques", sp.:comarcas) szervezték (1936/1988):
| Hivatalos (katalán) név | Spanyol név       | Lakosság  | Terület (km²) | Székhely                |
| ----------------------- | ----------------- | --------- | ------------- | ----------------------- |
| Alt Camp                | -                 | 33 635    | 544,7         | Valls                   |
| Alt Empordà             | Alto Ampurdán     | 99 321    | 1342,4        | Figueres                |
| Alt Penedès             | Alto Penedés      | 80 976    | 592,4         | Vilafranca del Penedès  |
| Alt Urgell              | Alto Urgel        | 19 105    | 1446,9        | La Seu d’Urgell         |
| Alta Ribagorça          | Alta Ribagorza    | 3477      | 426,8         | El Pont de Suert        |
| Anoia                   | -                 | 93 529    | 866,6         | Igualada                |
| Bages                   | -                 | 155 112   | 1295,2        | Manresa                 |
| Baix Camp               | -                 | 145 675   | 695,3         | Reus                    |
| Baix Ebre               | Bajo Ebro         | 66 369    | 987,9         | Tortosa                 |
| Baix Empordà            | Bajo Ampurdán     | 102 566   | 700,5         | La Bisbal               |
| Baix Llobregat          | Bajo Llobregat    | 692 892   | 486,5         | Sant Feliu de Llobregat |
| Baix Penedès            | Bajo Penedés      | 61 256    | 295,5         | El Vendrell             |
| Baixa Cerdanya          | Baja Cerdaña      | 14 158    | 546,4         | Puigcerdà               |
| Barcelonès              | Barcelonés        | 2 093 670 | 143,1         | Barcelona               |
| Berguedà                | Berguedá          | 37 995    | 1182,5        | Berga                   |
| Conca de Barberà        | Cuenca de Barberá | 18 766    | 648,9         | Montblanc               |
| Garraf                  | -                 | 108 194   | 592,4         | Vilanova i la Geltrú    |
| Garrigues               | Garrigas          | 18 999    | 799,7         | Borges Blanques         |
| Garrotxa                | Garrocha          | 47 747    | 592,4         | Olot                    |
| Gironès                 | Gironés           | 136 543   | 575,5         | Girona                  |
| Maresme                 | -                 | 356 545   | 396,9         | Mataró                  |
| Montsià                 | Montsiá           | 57 550    | 708,7         | Amposta                 |
| Noguera                 | -                 | 34 744    | 1733,0        | Balaguer                |
| Osona                   | -                 | 129 543   | 1263,8        | Vic                     |
| Pallars Jussà           | Pallars Jussá     | 12 057    | 1290,0        | Tremp                   |
| Pallars Sobirà          | Pallars Sobirá    | 6174      | 1355,2        | Sort                    |
| Pla de l’Estany         | -                 | 24 347    | 262,7         | Banyoles                |
| Pla d’Urgell            | Plana de Urgell   | 29 723    | 304,5         | Mollerussa              |
| Priorat                 | Priorato          | 9196      | 496,2         | Falset                  |
| Ribera d’Ebre           | Ribera de Ebro    | 21 656    | 825,3         | Mora d’Ebre             |
| Ripollès                | Ripollés          | 25 744    | 958,7         | Ripoll                  |
| Segarra                 | -                 | 18 497    | 721,2         | Cervera                 |
| Segrià                  | Segriá            | 166 090   | 1393,7        | Lleida                  |
| Selva                   | -                 | 117 393   | 995,5         | Santa Coloma de Farners |
| Solsonès                | Solsonés          | 11 466    | 998,6         | Solsona                 |
| Tarragonès              | Tarragonés        | 181 374   | 317,1         | Tarragona               |
| Terra Alta              | -                 | 12 196    | 740,0         | Gandesa                 |
| Urgell                  | Urgel             | 31 026    | 586,2         | Tàrrega                 |
| Val d’Aran              | Valle de Arán     | 7691      | 620,5         | Vielha                  |
| Vallès Occidental       | Vallés Occidental | 736 682   | 580,7         | Sabadell i Terrassa     |
| Vallès Oriental         | Vallés Oriental   | 321 431   | 851,9         | Granollers              |

### Községek
Katalóniában (Spanyolország más részeihez hasonlóan) nincs különbség a városi és a falusi jellegű települések jogállása között. A katalóniai községek (municipis / sp. municipios) száma 2005-ben 946 volt, ebből 502 lakóinak száma nem érte el az 1000 főt. 59 település lakossága több mint 20 000 fő, ezeken a településeken él a Katalóniában lakók 70%-a. Helységek a tartományok szerint:
- Barcelona tartomány – 310 település. Például: Arenys de Mar, Argentona, Badalona, Berga, Calella, Canet de Mar, L’Hospitalet de Llobregat, Igualada, Malgrat de Mar, El Masnou, Mataró, Pineda de Mar, Cerdanyola del Vallès, Sitges, Vic …
- Tarragona tartomány – 183 település. Például: Cambrils, Deltebre, La Galera, Reus…
- Lleida tartomány – 230 település. Például: Balaguer, Bellver de Cerdanya, La Seu d’Urgell…
- Girona tartomány – 221 település. Például: Banyoles, Besalú, Blanes, La Bisbal d’Empordà, Lloret de Mar, Olot, Palamós, Puigcerdà, Ripoll, Roses, Tossa de Mar…

### Politika

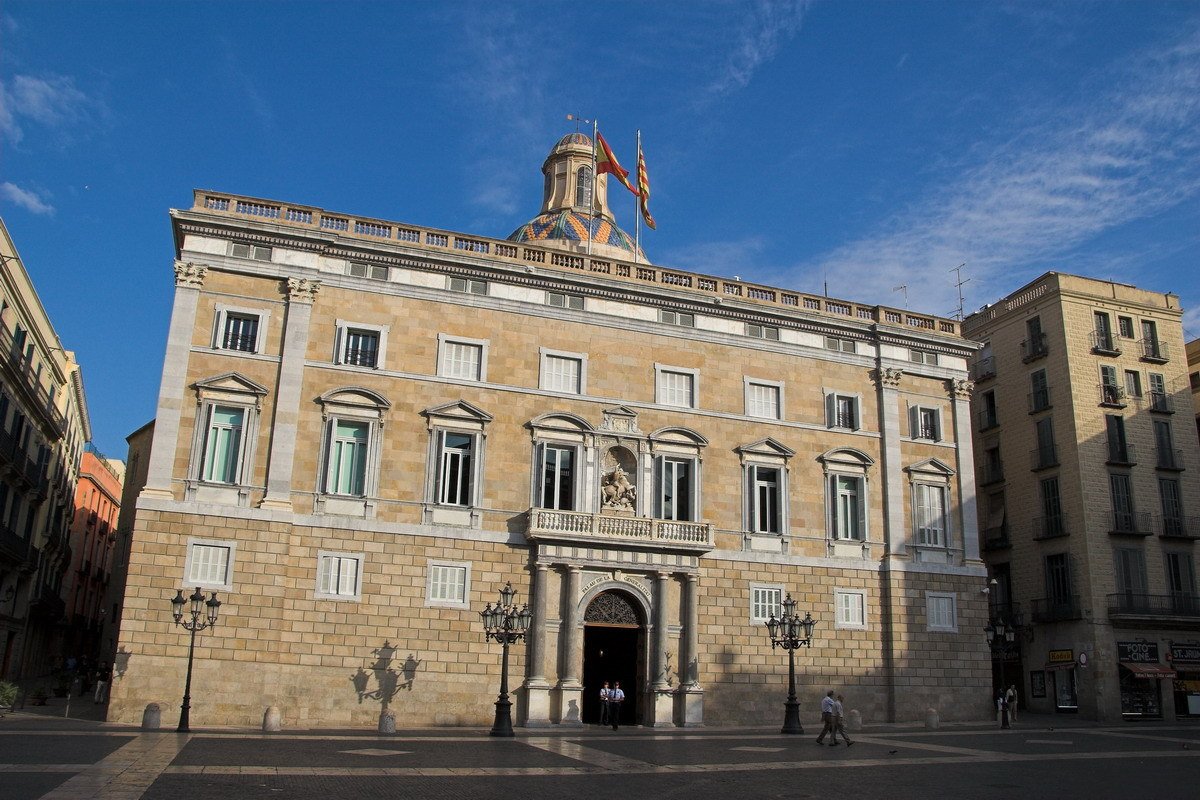
Palau de la Generalitat de Catalunya, Barcelona

Katalónia parlamentje a Katalán Parlament, melybe legutóbb a 2021-es katalóniai regionális választás alkalmával választottak képviselőket.
Katalónia elnökei:
- Francesc Macià i Llussà (ERC) 1932–1933
- Lluís Companys i Jover (ERC) 1933–1940
- Josep Irla i Bosch (ERC) 1940–1954
- Josep Tarradellas i Joan (ERC) 1954–1980
- Jordi Pujol i Soley (CiU) 1980–2003
- Pasqual Maragall i Mira (PSC) 2003-2006
- José Montilla Aguilera (PSC) 2006-2010
- Artur Mas i Gavarró (CiU) 2010-2016
- Carles Puigdemont i Casamajó (JxSí) 2016-
- Lásd még: Katalónia elnökeinek listája

## Népesség
Népessége a 2020-as évek elején mintegy 7,7 millió fő.
A várható élettartam 83 év felett van.

### Népességváltozás
| Lakosok száma | 7 433 894 | 7 424 754 | 7 448 332 | 7 496 276 | 7 543 825 | 7 619 494 | 7 727 029 | 7 739 758 | 7 747 709 | 8 034 743 |
|               | 2014      | 2015      | 2016      | 2017      | 2018      | 2019      | 2020      | 2021      | 2022      | 2024      |

### Nyelvek megoszlása és használata
Fő szócikk: Katalán nyelv, Spanyol nyelv, Okcitán nyelv
A katalán nyelv (katalánul català, IPA: [kə.tə'la] vagy [ka.ta'la]) az indoeurópai nyelvcsalád itáliai ágán az újlatin nyelvek nyugati csoportjába tartozik, legközelebbi rokona az okcitán (provanszál) nyelv. Hivatalos nyelv Andorrában, valamint Spanyolországban Katalónia, Valencia (valenciai, valencià) és a Baleár-szigetek (baleári, balear) autonóm közösségekben.
Katalónia nyelvhasználata

| Mely nyelvekkel azonosítják magukat a katalánok (2003) |           |             |                          |
|                                                        | Anyanyelv | Saját nyelv | Általában használt nyelv |
| Katalán                                                | 40,4%     | 48,8%       | 50,1%                    |
| Kasztíliai                                             | 53,5%     | 44,3%       | 44,1%                    |
| Mindkét nyelv (katalán és kasztíliai)                  | 2,8%      | 5,2%        | 4,7%                     |
| Aráni                                                  | 0,1%      | 0,0%        | 0,0%                     |
| Más nyelvek                                            | 3,2%      | 1,7%        | 1,1%                     |

A katalán nyelv ismerete Katalóniában

| A katalán nyelv ismerete Katalóniában (2001) |           |           |
| Az ismeret foka                              | Lakosság  | Százalék  |
| Érti a nyelvet                               | 5 872 202 | 94,5%     |
| Beszéli a nyelvet                            | 4 630 640 | 74,5%     |
| Olvas katalánul                              | 4 621 404 | 74,4%     |
| Ír katalánul                                 | 3 093 223 | 49,8%     |
| 2 éves kor feletti teljes lakosság           | 6 215 281 | 6 215 281 |

Forrás: Institut d'Estadística de Catalunya

## Kultúra

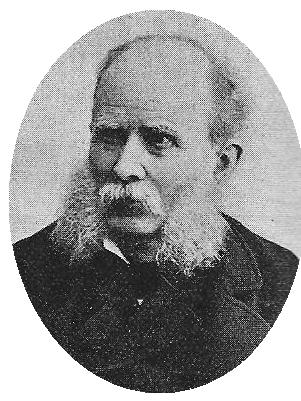
Narcís Monturiol i Estarriol

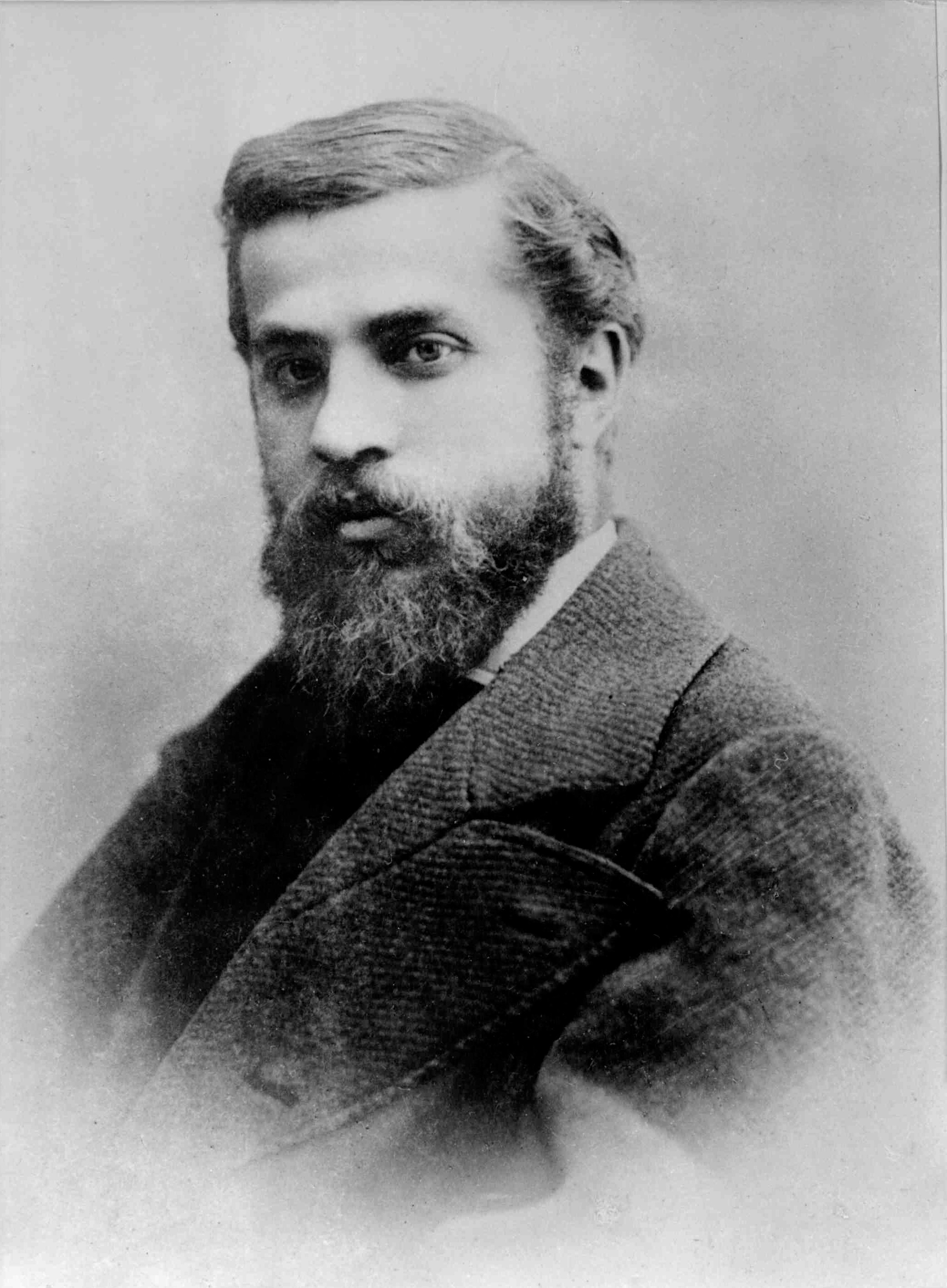
Antoni Gaudí

### Tudomány
A tudományos és technológiai beruházás volt Katalónia fejlődésének egyik legfontosabb pillére.
A legismertebb katalán tudósok közt érdemes megemlíteni: Narcís Monturiolt, a tengeralattjáró feltalálóját, Josep Comas i Solà csillagászt, Eduard Fontserè klimatológust és Joan Oró biokémikust.

### Építészet
- Antoni Gaudí i Cornet (1852–1926),
- Lluís Domènech i Montaner (1850–1923),
- Josep Puig i Cadafalch (1867–1953),
- Josep Lluís Sert i López (1902–1983).

### Ünnepek, szokások
Katalónia ünnepnapjai: 
- április 23., Sant Jordi napja: Sárkányölő Szent György Katalónia patrónusa. Hivatalosan munkanap. E napon egy szál rózsát és egy könyvet ajándékoznak. Megfelel a Valentin-nap hagyományának.
- június 24., Sant Joan napja: Hivatalosan ünnepnap, nem munkanap. Hagyomány szerint megelőző éjszaka zajlik az ünnepelés petárdákkal és tűzijátékokkal, mivel ez az év legrövidebb éjjele, a nyár kezdete.
- szeptember 11., Katalónia nemzeti ünnepe: Nem munkanap. Barcelona elestére emlékeznek e napon. 1714. szeptember 14-én V. Fülöp spanyol király csapatai elfoglalták a katalán fővárost, betiltotta a katalán intézményeket. 1980-ban a Katalán Parlament ünnepnappá nyilvánította szeptember 11–ét.

### Gasztronómia
A katalán konyha mediterrán jellegű. Számos, a középkorból ránk maradt katalán szakácskönyv tanúskodik a helyi gasztronómia gyökereiről. Ezekben a könyvekben sokféle mártás receptjét találhatjuk, amelyek gyömbér, szerecsendió, fahéj, szegfűszeg, bor és méz hozzáadásával készülnek. Ebből az időből származó régi katalán karácsonyi fogás a baromfihúsból készülő salsa de pagó.
A katalán konyha fő alapanyagai a friss zöldségeket (különösen paradicsom, fokhagyma, padlizsán, paprika és articsóka), a gabonafélék és azokból készült termékek (kenyér és tésztaféleségek), olívaolaj és különféle borok, hüvelyesek (bab, csicseriborsó), a vadon termő gomba (amely a szintén katalán Andorrában is alapvető hozzávaló), dió, fenyőmag, mogyoró és mandula, sertéshús (valamint az abból készülő kolbász és sonka), juh- és kecskesajt, baromfihús, bárányhús, többféle hal (szardínia, szardella, tonhal, tőkehal) és a tenger gyümölcsei (garnélarák, tintahal, tengeri csiga).
A sertéshús fogyasztása Katalóniában kimagasló, sőt a régió Spanyolország legfőbb sertéshústermelője. Gyakori, hogy szárazföldi húsokat (sertést és baromfit) kombinálnak hallal és a tenger gyümölcseivel olyan fogásokban, mint a mar i muntanya, arròs mar i muntanya és sipia amb mandonguilles.
A kolbászoknak igen széles választéka található Katalóniában, mint az allioli, samfaina, romesco és xató. Ezek töltelékéhez sokszor adnak olivaolajat, fokhagymát, paradicsomot, kenyérbelet, sőt mandulát és mogyorót is.
Rengeteg desszertféleséggel is találkozni, amelyeket között a krémesek állnak első helyen, így a katalán krémes (crema catalana) vagy a mató de monja krémes, a menjar blanc krémes vagy a xuixos krémes. Egyéb édességek a carquinyoli mandulás keksz vagy a panellett, ami fenyőmagból, mandulából és cukorból készül.
A borok kihagyhatatlan elemei a gasztronómiának. Katalóniának 11 híres borvidéke van: Priorat, Penedès, Catalunya, Costers del Segre, Conca de Barberà, Montsant, Alella, Tarragona, Empordà, Pla del Bages és Terra Alta. Penedès és Anoia pezsgőgyártásáról is híres. Katalóniában egy sajátos muskotályfajtát állítanak elő, amely erősebb és főleg desszertbornak szolgál.

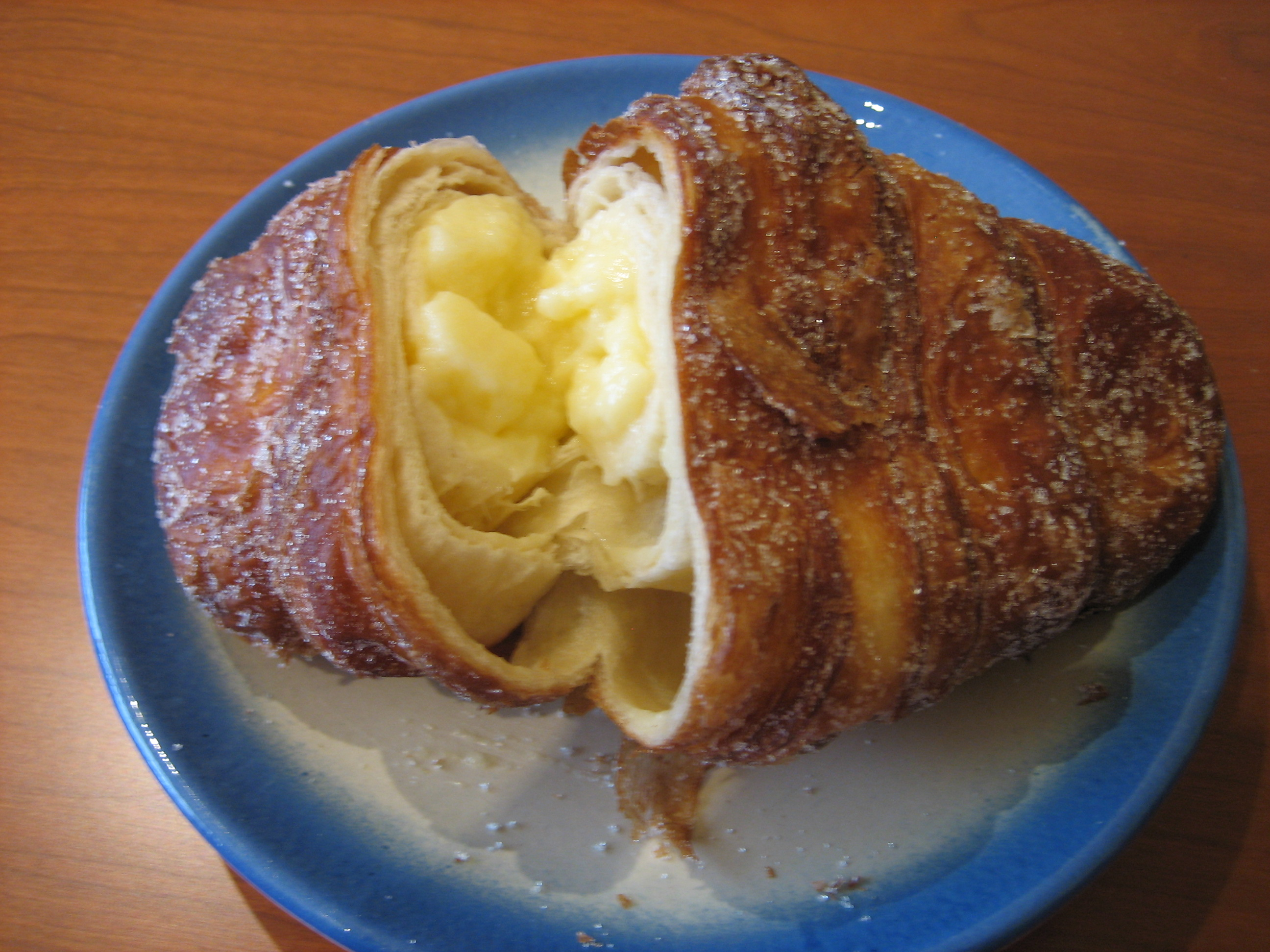
Xuixo
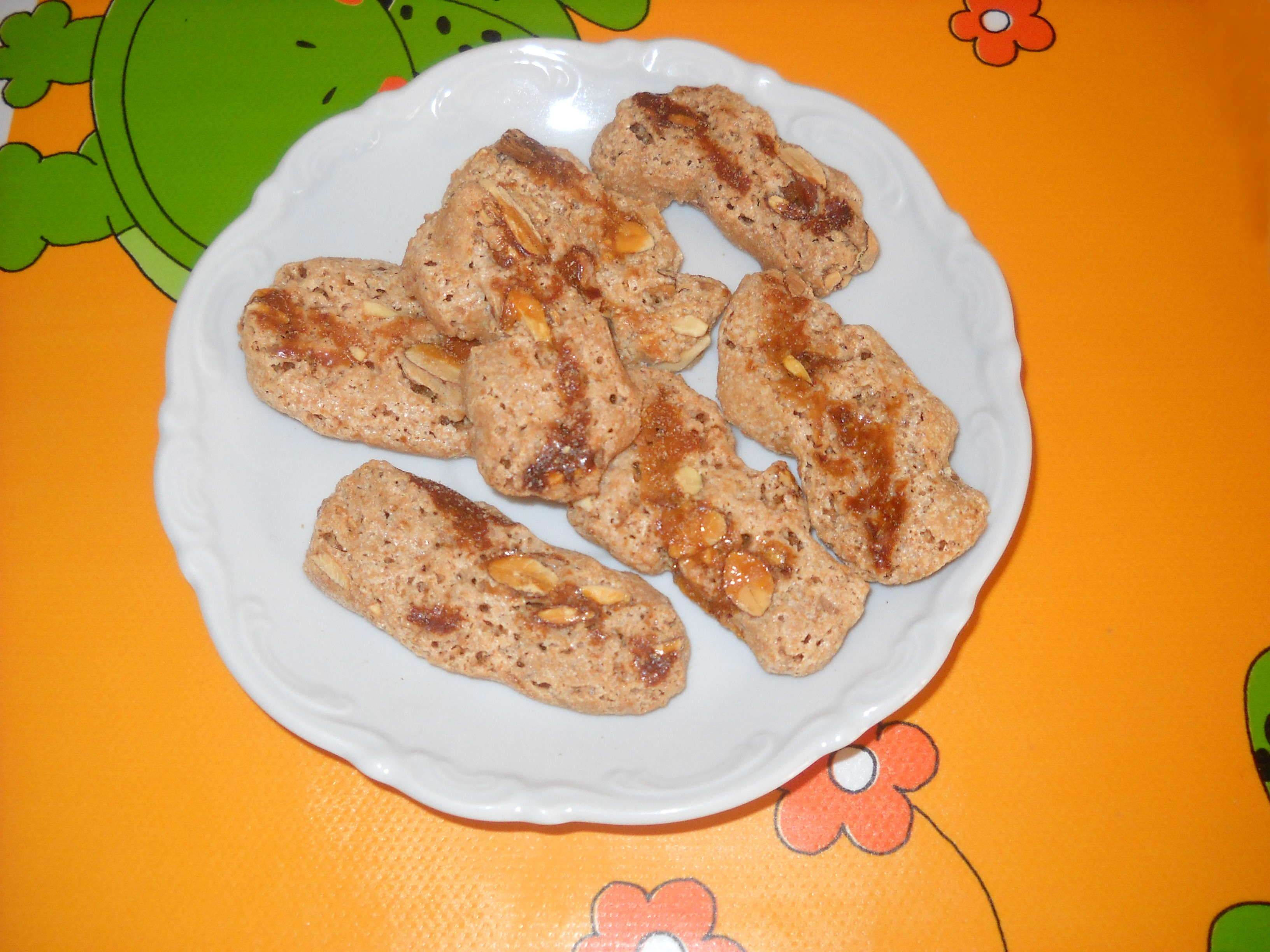
Carquinyoli
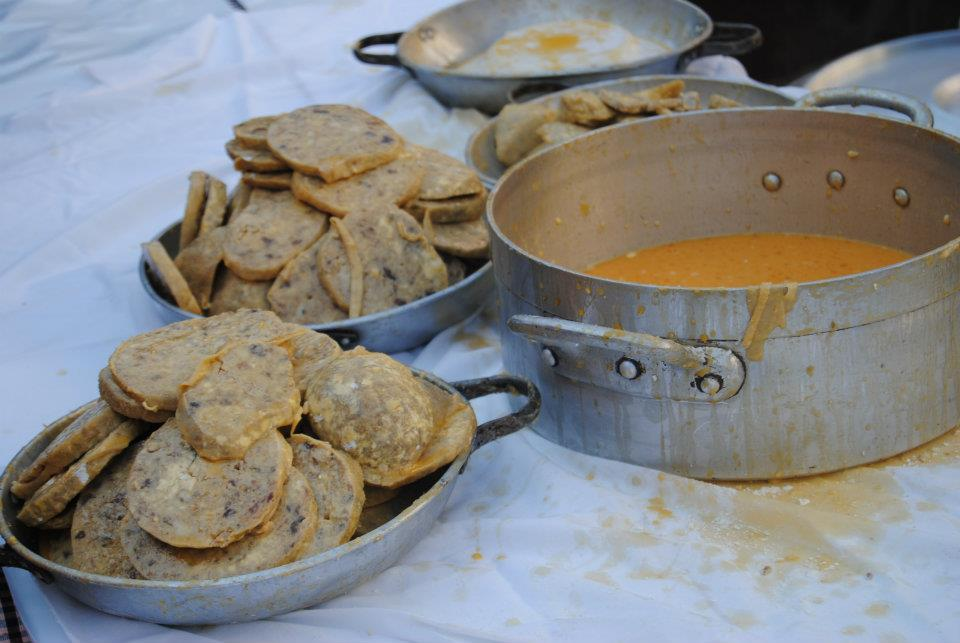
Katalán kolbász
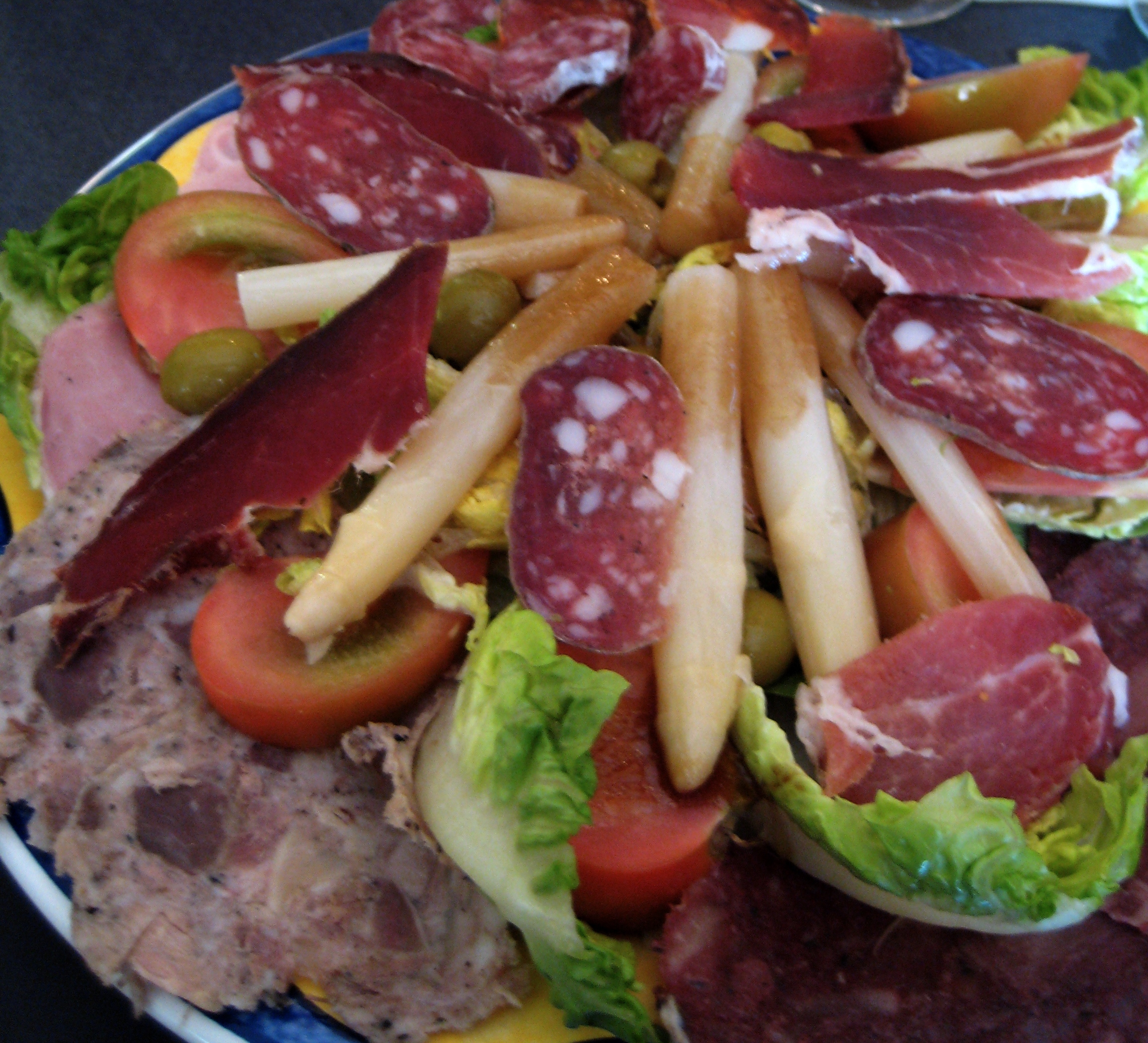
Amanida kolbász
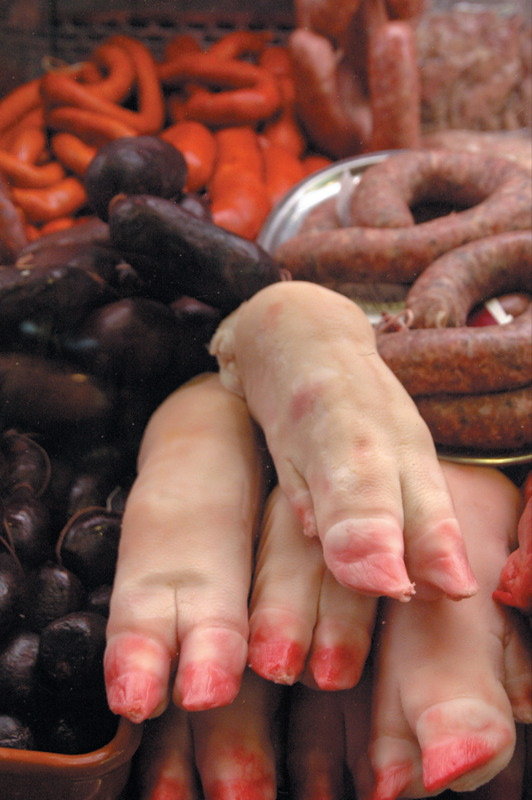
Hurkák és disznóláb
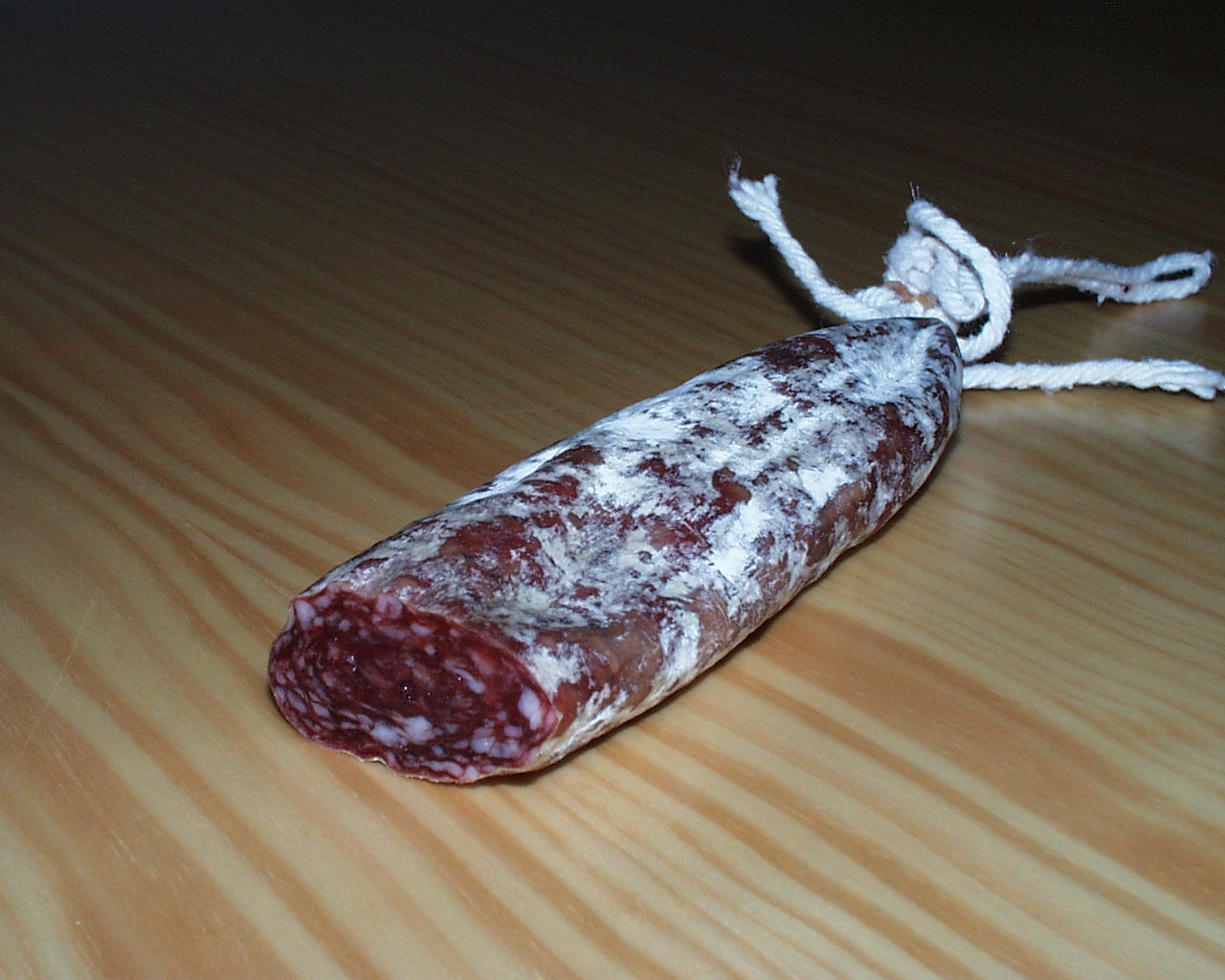
Longaniza kolbász
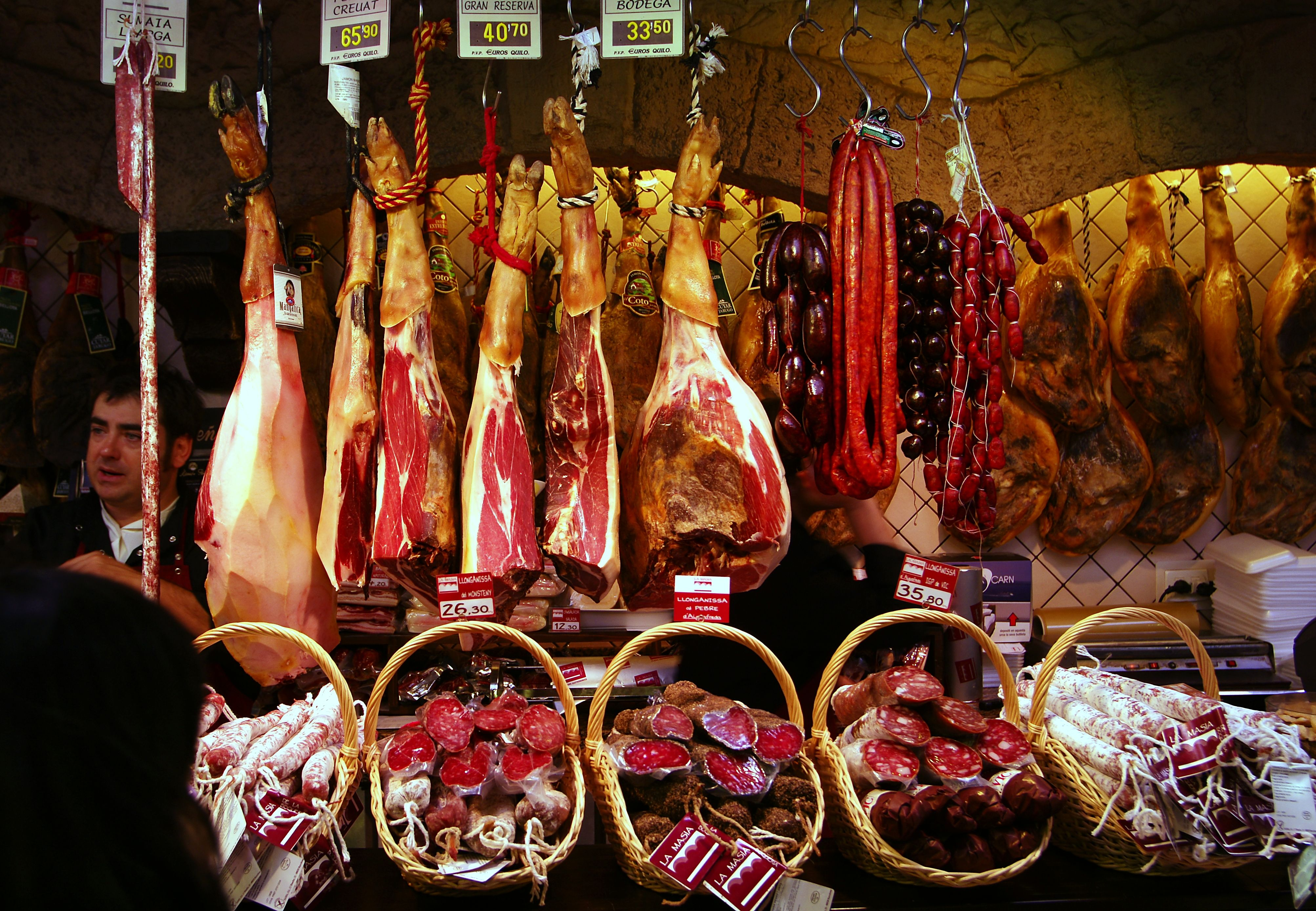
Sertéshúskészítmények egy barcelonai piacon
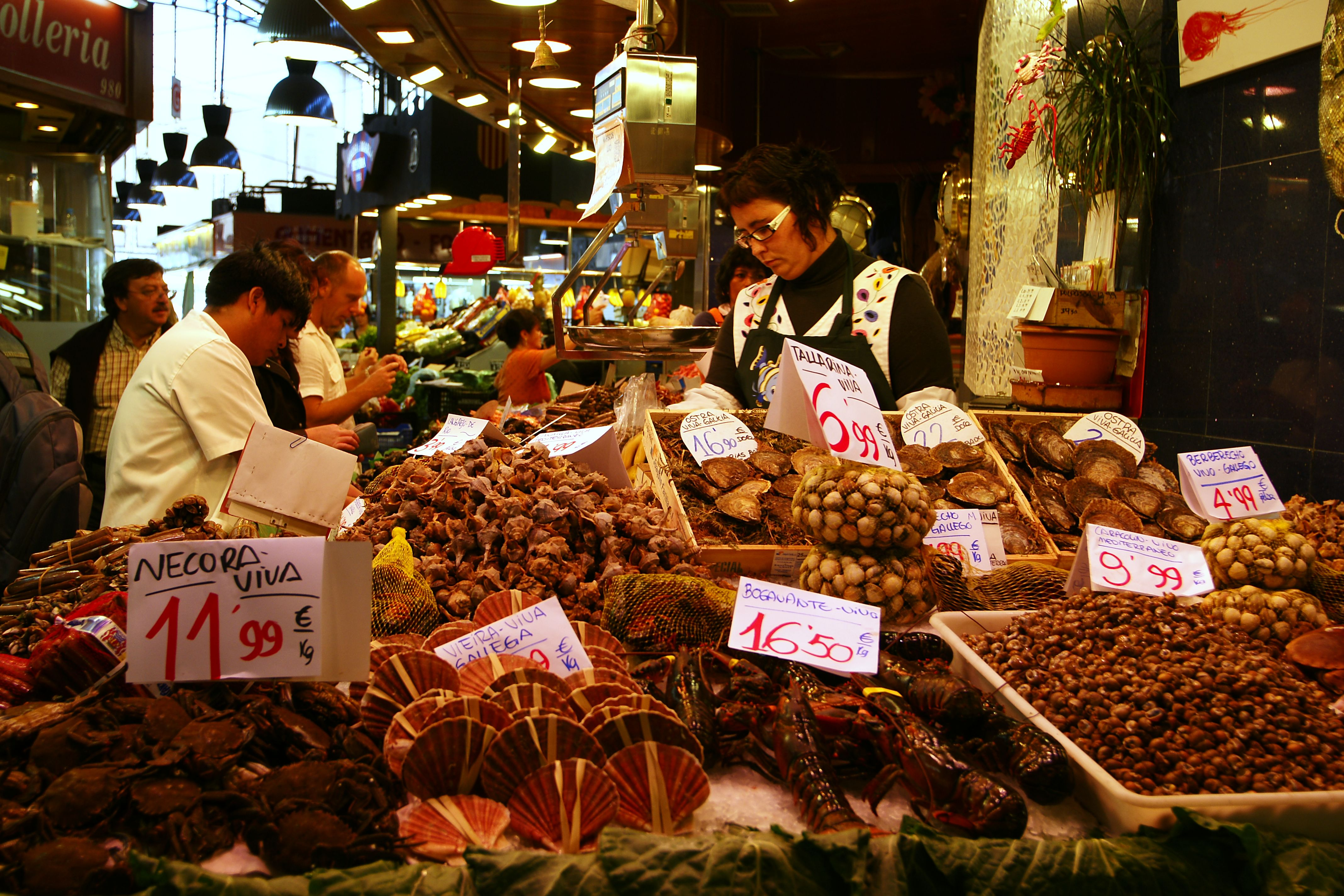
A tenger gyümölcsei egy barcelonai piacon
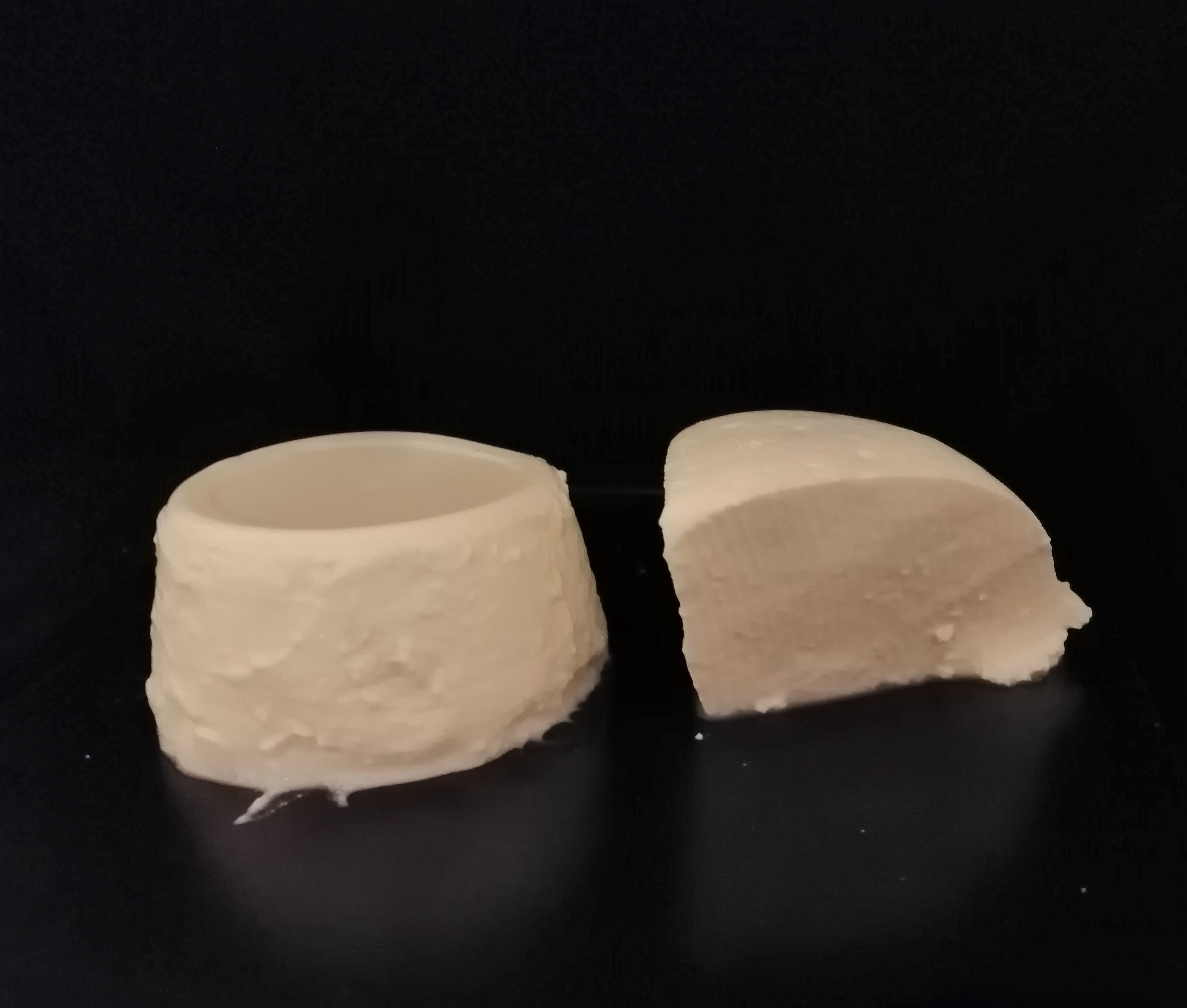
Mató, katalán kecskesajt
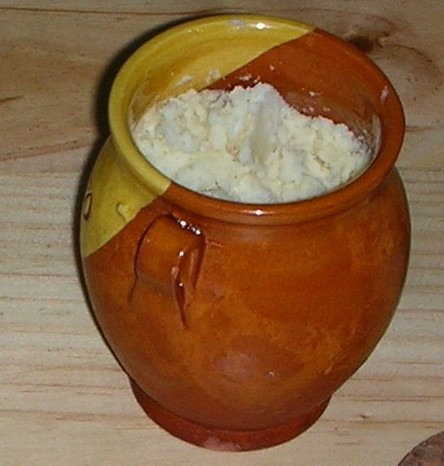
Tupí, katalán túró
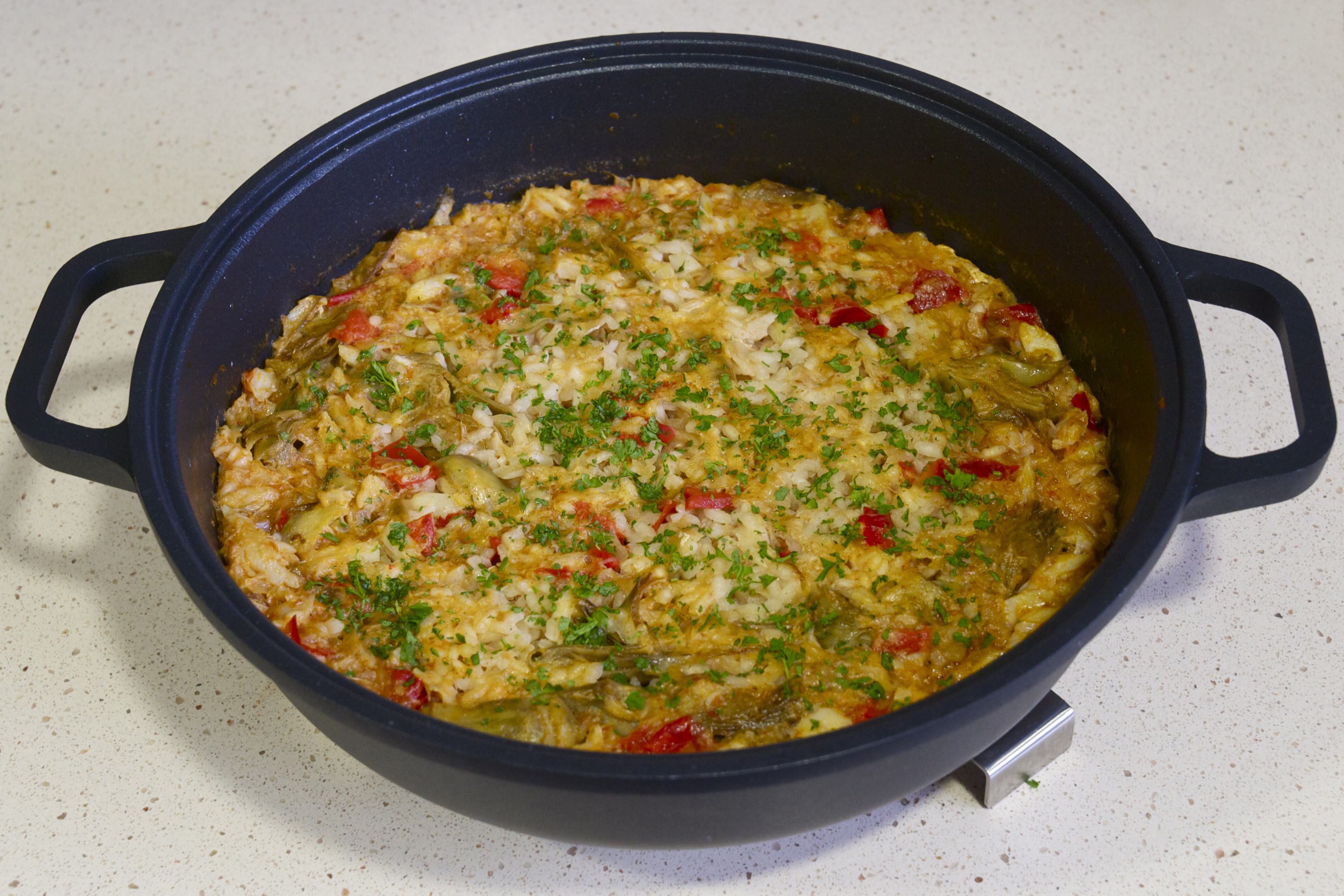
Arros bacalla, katalán zöldséges rizs
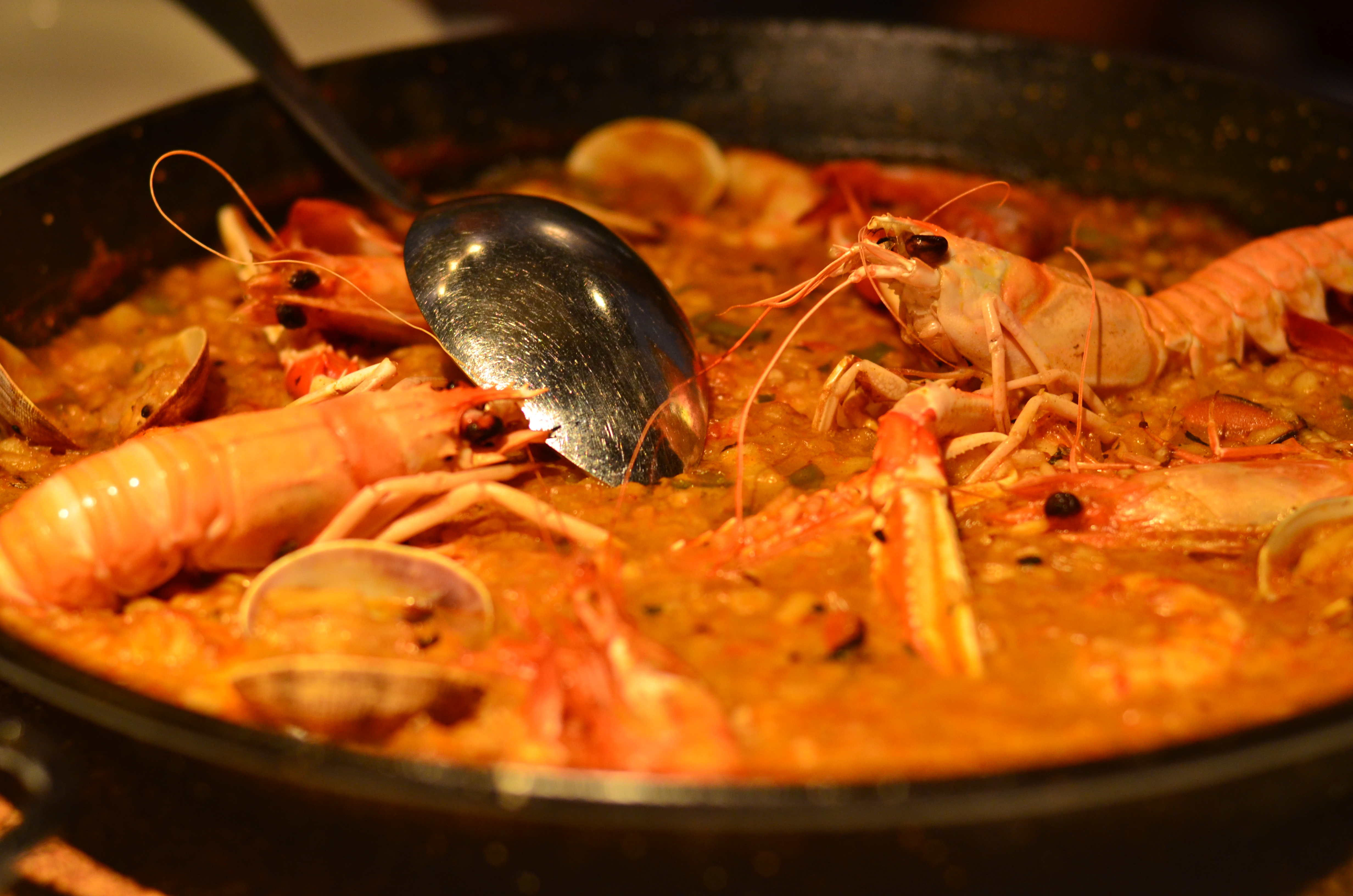
Rizs rákkal
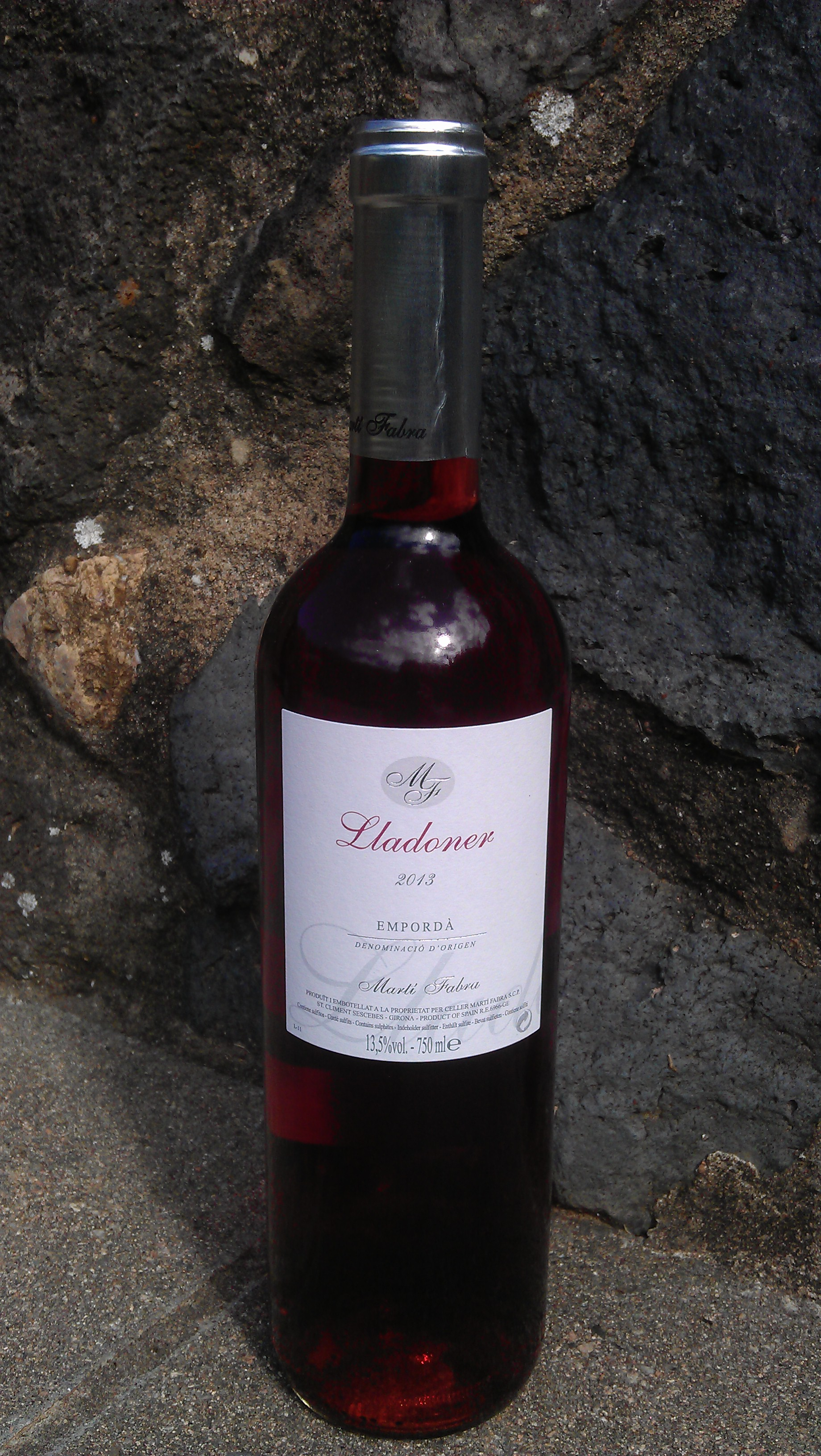
Lladonel, katalán bor
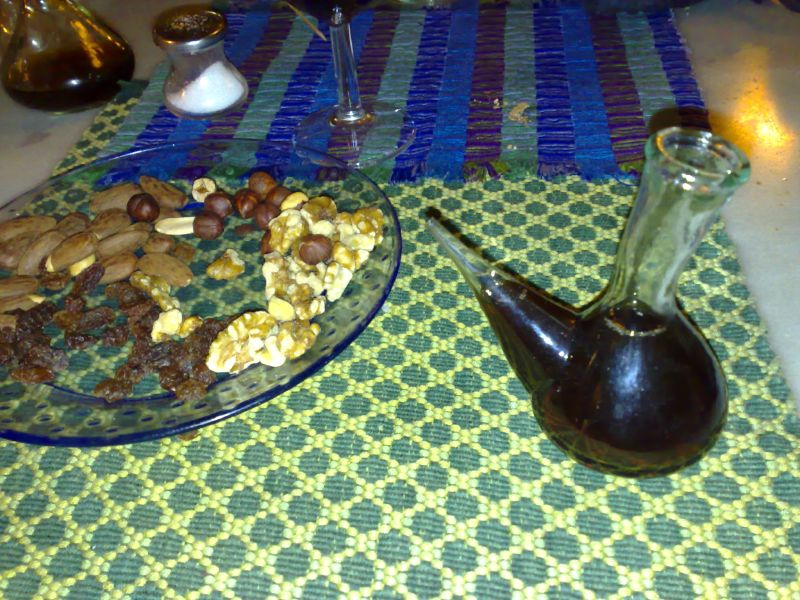
Katalán muskotály gyümölcsökkel

## Gazdaság

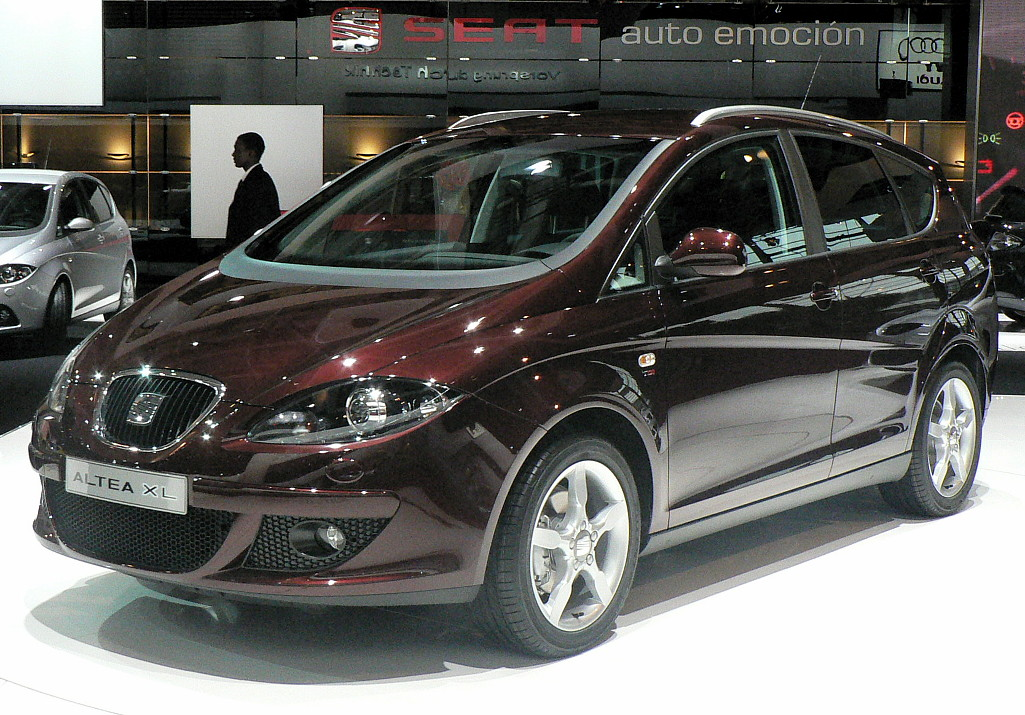
Seat Altea XL

A terület hagyományosan ipari jellegű, de meghatározó jelentőségűvé vált a turizmus is. A régió által megtermelt GDP éves szinten mintegy 215 milliárd euró összeget tesz ki. A terület GDP-jének ötödét az ipar adja, akárcsak a szintén közel a GDP egy ötödéért felelős turizmus. Az export összege 2016-ban mintegy 64 milliárd euró volt.

### Mezőgazdaság
A mezőgazdaság fontos szerepet játszik az ország gazdasági életében, különösen a földművelés jelentős. A campo secanót (száraz földet) külterjesen, öntözés nélkül művelik, legfőbb terményei az árpa, a búza és a hüvelyesek. A campo regadíón (öntözött földön) citrusfélék, gabona, szőlő és zöldségfélék teremnek. Spanyolország és Katalónia a világ első olajbogyótermesztője évi mintegy egymillió tonnával. Bor- és olívaexportja kiemelkedő, Katalónia Európa második pezsgőexportőre (Franciaország után).
Állattenyésztése alacsony színvonalú: juh, selyemhernyó, sertés. A gazdaságban fontos szerepet játszik a halászat, bár az 1980-as évek óta az Európai Unió előírásai ezt is korlátozzák.

### Ipar
Vezető ágazatok: acélgyártás, textilipar, vegyipar, élelmiszeripar.
Katalónia iparában kiemelkedő szerepet játszik a gépkocsigyártás 1950. május 9-én megalakult 600 millió peseta alaptőkével a Sociedad Española de Automóviles de Turismo S.A., a SEAT, ami jelenleg a Volkswagen csoport tagja.

### Kereskedelem

#### Idegenforgalom

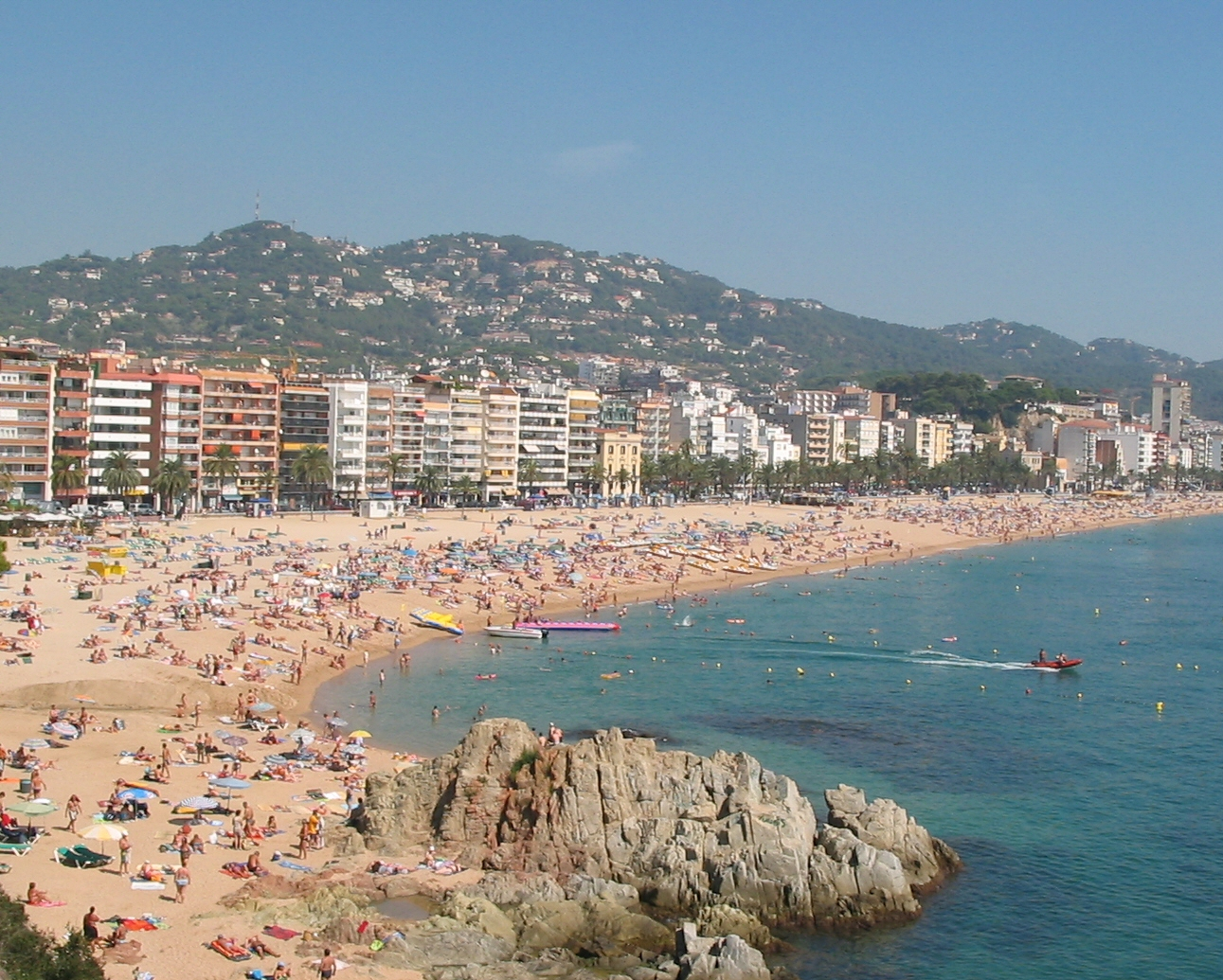
Lloret de Mar

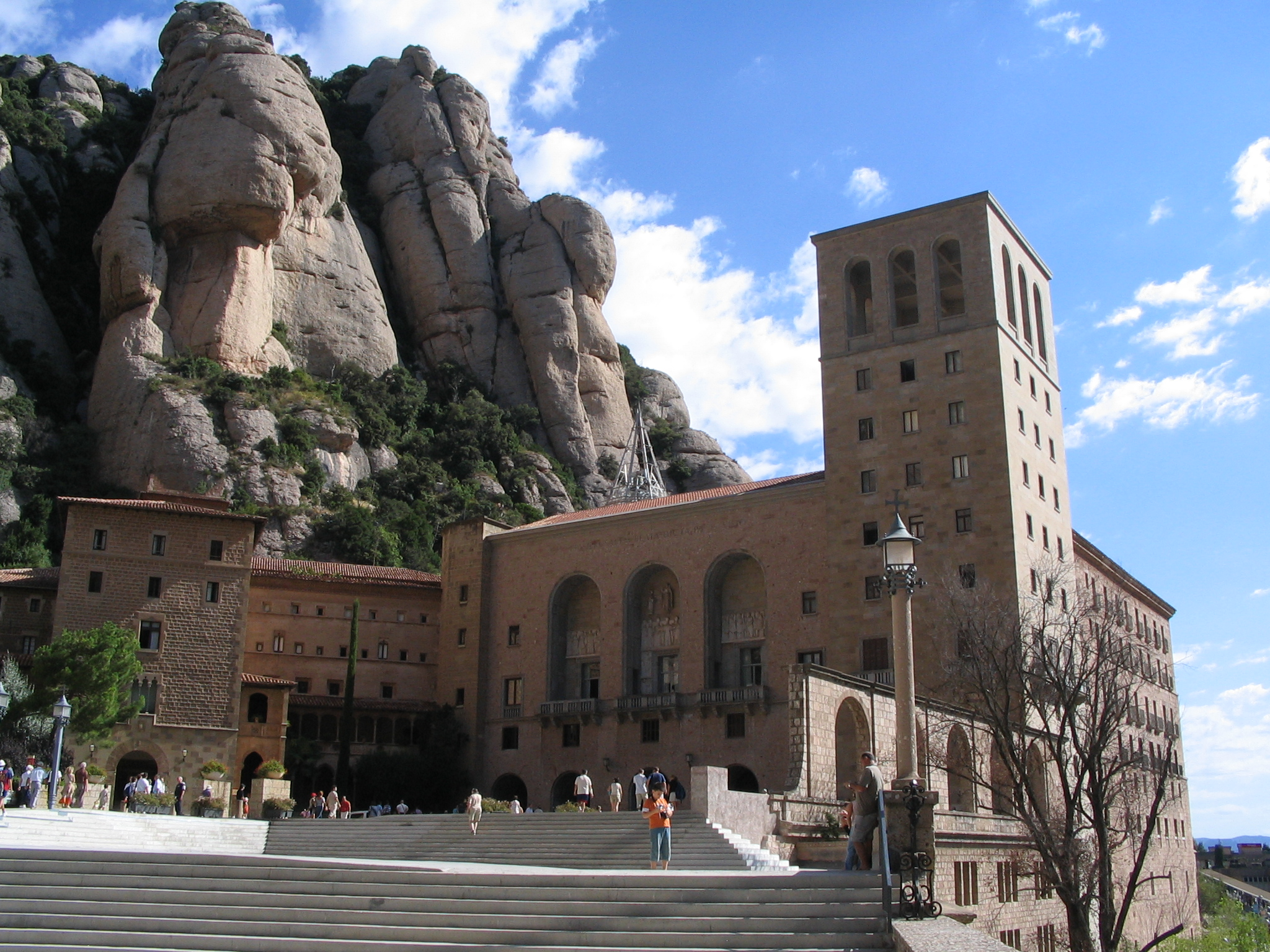
Montserrat – Plaça de Santa Maria

2016-ban a régióba mintegy 17 400 000 fő látogatott külföldről.
Üdülőturizmus a tengerparton
- A Costa Brava üdülőhelyei: Llançà, Port de la Selva, Cadaqués, Roses, l'Estartit, Begur, Palafrugell, Palamós, Sant Antoni de Calonge, Platja d'Aro, S'Agaró, Sant Feliu de Guíxols, Tossa de Mar, Lloret de Mar, Blanes.
- A Costa Maresme / Costa del Maresme üdülőhelyei: Malgrat de Mar, Santa Susanna, Pineda de Mar, Calella, Sant Pol de Mar.
- A Costa Daurada üdülőhelyei: Torredembarra, Sitges, Salou, Cambrils, l'Ampolla, Sant Carles de la Ràpita, Miami Platja

Téli aktív turizmus a Pireneusokban és az Előpireneusok vidékén: 18 síparadicsoma Boí-Taüll (Alta Ribagorça), Salardú, Vielha és Mijaran, Vaqueira (Val d’Aran), La Molina, la Masella, Lles i Arànser (Cerdanya), Superespot i Port Ainé (Pallars Sobirà), Rasos de Peguera, Pal (Berguedà), Port del Comte (Solsonès) és Núria (Ripollès).
* A kulturális turizmus célpontjai, nevezetességek
Katalónia UNESCO világöröksége: 
- Antoni Gaudí épületei: a Güell park (Parc Güell), Barcelona, a Güell-palota (Palau Güell), Barcelona, a Casa Milà, Barcelona, a Casa Batlló, Barcelona, a Casa Vicens, Barcelona, a Sagrada Família egy részlete, Barcelona, a Güell-kripta, Santa Coloma de Cervelló,
- Lluís Doménech i Montaner épületei: A Katalán Zene Palotája (Palau de la Música Catalana), és a Szent Kereszt és Szent Pál Kórház (Hospital de Sant Pau), Barcelona,
- Poblet-kolostor (Monestir de Santa Maria de Poblet)
- Tárraco archeológiai területe (Conjunt arqueològic de Tàrraco), Tarragona.

## Közlekedés
Repülőterek
- Aeroport Internacional de El Prat – El Prat Nemzetközi Repülőtér (Barcelona repülőtere, Spanyolország második legnagyobb reptere) a T1 illetve T2 terminállal (2009.06.)
- Aeroport de Girona-Costa Brava – Girona-Costa Brava Repülőtér, nemzetközi jellegű.
- Aeroport de Reus – Reusi Repülőtér, nemzetközi jellegű.
- Aeroport de Sabadell – Sabadelli Repülőtér.
- Aeroport de Lleida-Alguaire – Lleidai Repülőtér (2007–2009)

Kikötők
- Katalónia két legfontosabb kikötővárosa Barcelona és Tarragona. Emellett számos kisebb személyforgalmi, halász- és sportkikötő sorakozik a tengerparton.

## Sport

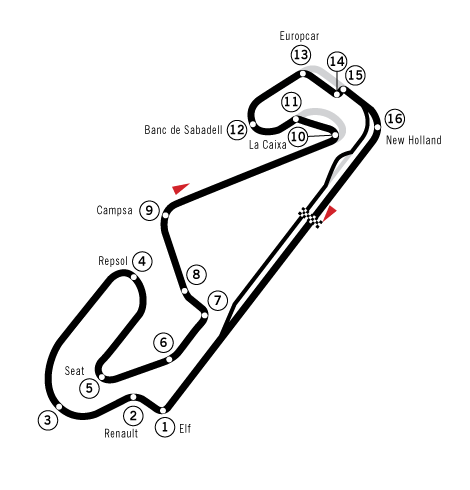
Circuit de Catalunya

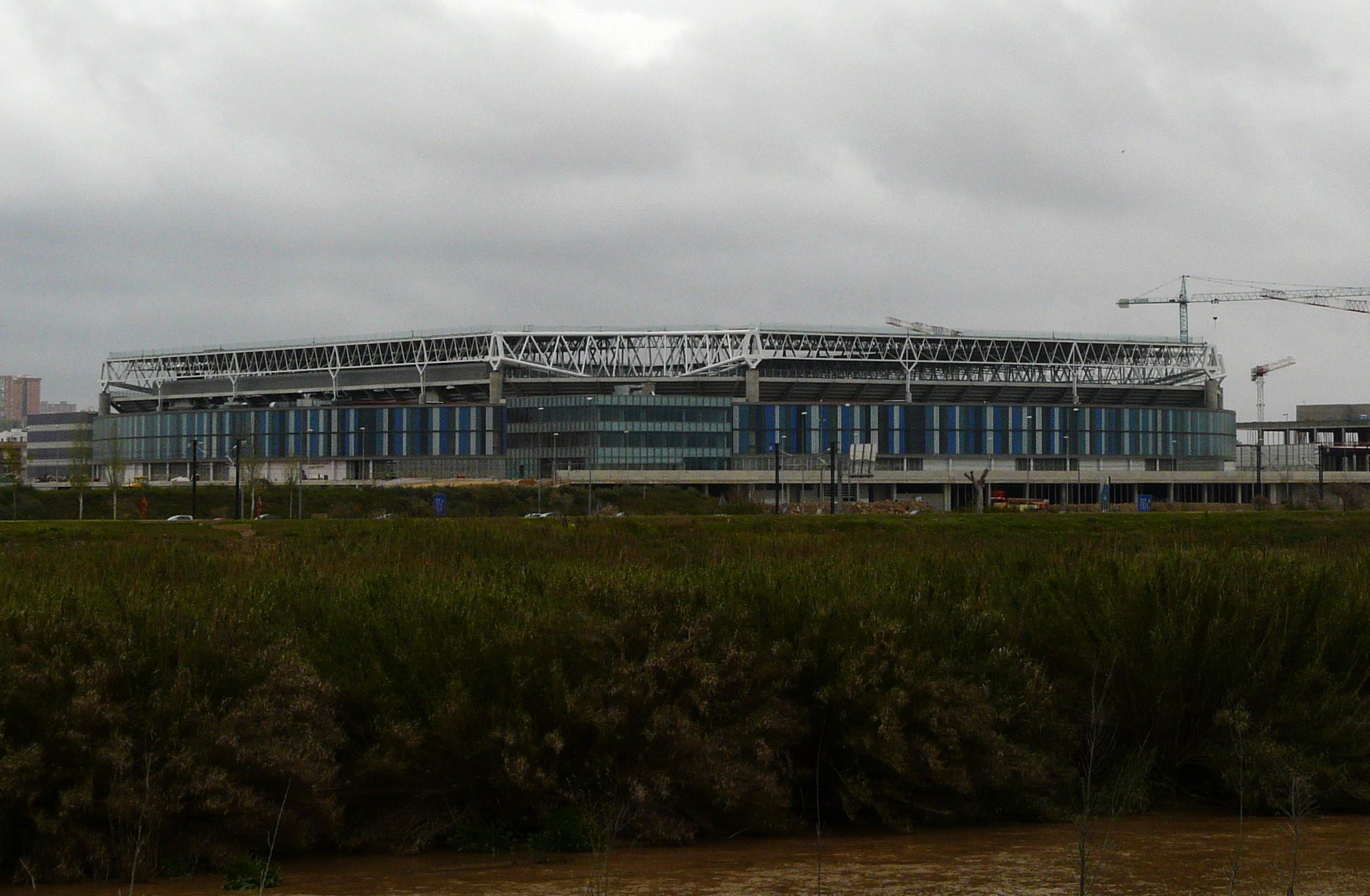
Estadi de l'Espanyol

### Jelentős sportesemények
- 1992: XXV. Nyári Olimpiai Játékok (Barcelona)
- 1982: 1982-es labdarúgó-világbajnokság (Barcelona, részben)

Minden esztendőben: 
- Formula–1 spanyol nagydíj (kat. Gran Premi d'Espanya de Fórmula 1, sp. Gran Premio de España de Fórmula 1) (Montmeló)
- MotoGP – Gyorsaságimotoros-világbajnokság katalán nagydíj (kat. Gran Premi de Catalunya de MotoGP, sp. Gran Premio de Cataluña de MotoGP) (Montmeló)
- Rally Costa Brava (Lloret de Mar).

### Sportklubok
- FC Barcelona vagy Fútbol Club Barcelona (Barcelona) – Az egyesületet 1899. november 29-én alapította a svájci Hans Gamper. Az FC Barcelona előbb a katalán regionális bajnokságban és a spanyol labdarúgókupában, később pedig az 1928-ban megalakított egységes spanyol labdarúgó-bajnokságban és a nemzetközi kupákban vált a spanyol, valamint a nemzetközi labdarúgás egyik legmeghatározóbb egyesületévé.
- RCD Espanyol (Barcelona) – Az Espanyolt 1900. október 28-án alapította Ángel Rodríguez, a barcelonai egyetem építészmérnök hallgatója. A spanyol labdarúgás történetének 6. legeredményesebb csapata.
- Girona FC, teljes nevén Girona Fútbol Club gironai székhelyű labdarúgócsapat, mely 2017-18-ban az élvonalban szerepel.

### Sportlétesítmények
- Formula–1 versenypálya (kat.Circuit de Catalunya, sp. Circuito de Cataluña de Montmeló, Montmeló)
- Camp Nou – FC Barcelona Stadion (kat.Camp Nou, vagy rövid nevén a Campo, Barcelona, Les Corts)
- Olimpiai Stadion (kat. Estadi Olimpic, sp. Estadio Olimpico – Barcelona, Montjuich)
- RCD Espanyol Stadion (kat. Estadi Nou del RCD Espanyol, Cornellà-El Prat, Barcelonès), épült: 2003–2009

### Sportolók
- A labdarúgás katalán származású legendái és játékosai: José Samitier (1902–1972), Ricardo Zamora Martínez (1901–1978), Carles Puyol i Saforcada (1978), Víctor Valdés Arribas (1982), Xavier Hernández Creus (1980), Gerard Piqué (1987).